# Weinbauschule Krems
Die Wein- und Obstbauschule Krems, kurz meist nur Weinbauschule Krems genannt, ist eine berufsbildende Landwirtschaftliche Fachschule in Niederösterreich. Sie hat die Aufgabe, Hofübernehmer von Wein- und Obstbaubetrieben bzw. alle an diesem Spezialzweig interessierten Schüler nach der 8. Schulstufe allgemein und fachlich auszubilden und für ihren Beruf vorzubereiten.

## Geschichte
Bei der öffentlichen Sitzung des Stadtgemeinderates von Krems am 13. Mai 1861 gab es die erste Anregung zur Gründung einer Weinbauschule. Eine im Jahre 1862 vom landwirtschaftlichen k. k. Bezirksverein Krems durchgeführte Ausstellung landwirtschaftlicher Produkte gab zusätzlichen Anstoß zur Gründung einer „Obst- und Weinbauschule Krems“. Am 4. Juli 1863 wurde unter Leitung von Josef Seif der erste Baumveredelungskurs im Schießstattgraben abgehalten. Die Handelskammer Krems fasste am 28. September 1863 den Beschluss, eine Weinbauschule zu gründen. Am 17. November 1864 wurde in der damaligen Realschule am Pfarrplatz Nr. 7 in Krems mit Winterkursen begonnen. Der Unterricht fand jeweils am Mittwoch, Samstag und Sonntag von 17.30 bis 19.00 Uhr statt. Der städtische Obstbau- und Weinrebgarten wurde für den praktischen Unterricht verwendet.

1870 musste wegen interner Differenzen trotz Unterstützung der Stadt Krems durch Bürgermeister Dinstl und Ritter von Wertheim der Unterricht eingestellt werden.
1874
Am 14. Oktober 1874 wurde im Niederösterreichischen Landhaus der Beschluss zur Gründung einer Landes-Weinbauschule Krems gefasst. Vorausgegangen war die kaiserliche Entschließung aus dem Jahre 1874, wonach die seit 1860 bestehende Landeslehranstalt Klosterneuburg zum k. k. Önologisch-Pomologischen Institut erhoben wurde. Die Weinbauschule Krems ist also die Nachfolgeschule der damaligen Klosterneuburger Winzerschule.
1874 schenkte Franz Freiherr Ritter von Wertheim der Landeswinzerschule einen Keller im Stadtgraben von Krems, welcher bis 1952 benutzt und anschließend verkauft wurde.

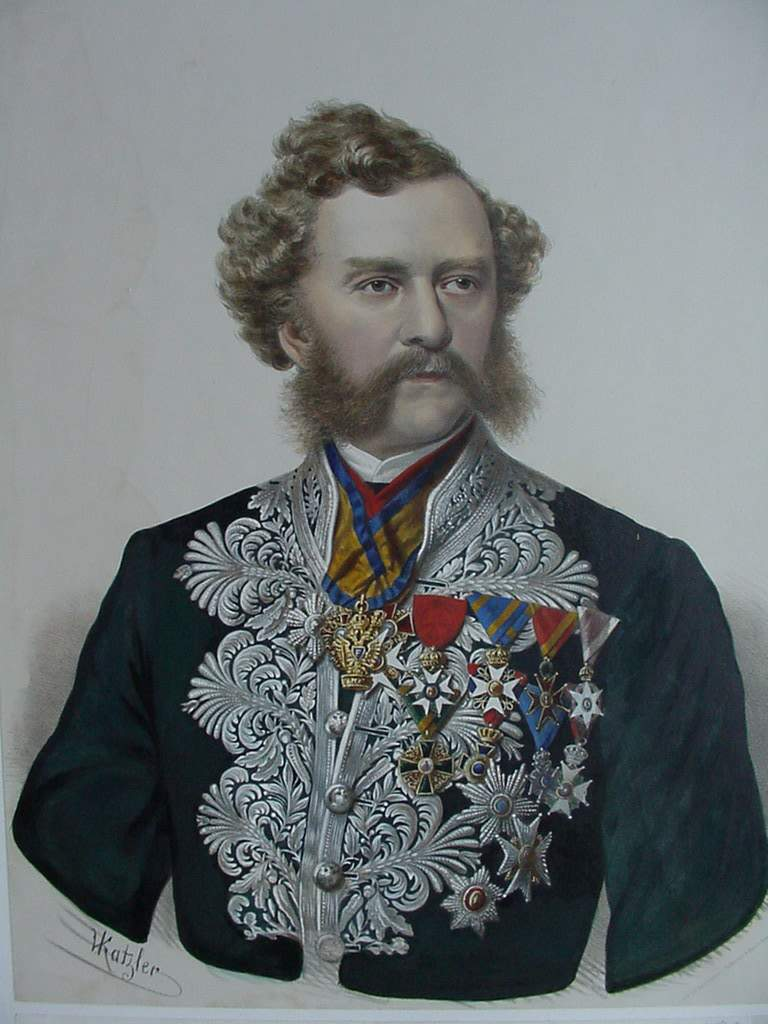
Franz Freiherr Ritter von Wertheim – Förderer und Unterstützer der Weinbauschule Krems.
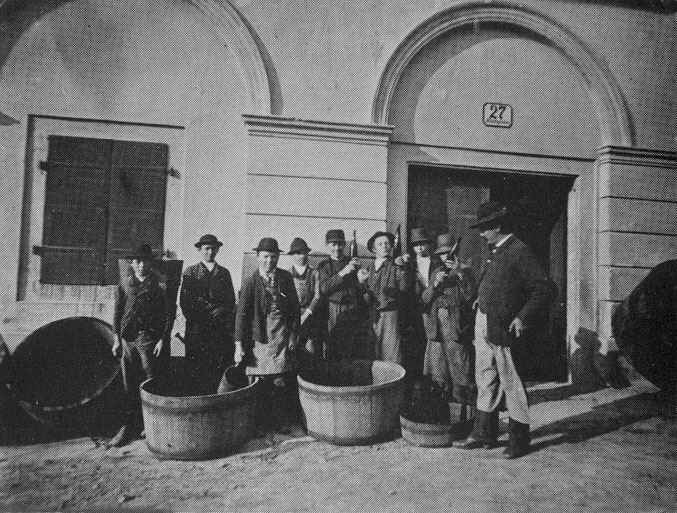
Ehemaliger Keller der Weinbauschule Krems im Stadtgraben von Krems.

1875

Am 15. Februar 1875 wurde an der Kremser Winzerschule der erste Lehrgang eröffnet. Der Grund für die Errichtung naturwissenschaftlicher Lehranstalten im 19. und beginnenden 20. Jahrhundert ist im Fortschritt der gewaltigen naturwissenschaftlichen Erkenntnisse zu suchen und in der Tatsache, dass diese Erkenntnisse wirtschaftlich verwertbar waren und daher einem breiten Kreis von Menschen vermittelt werden sollten.
Von der Zeit der Gründung bis zum Jahre 1898 wurde der Unterricht in der Volksschule auf dem Hafnerplatz und bis zum Jahre 1903 im Gebäude Pfarrplatz 7 erteilt.

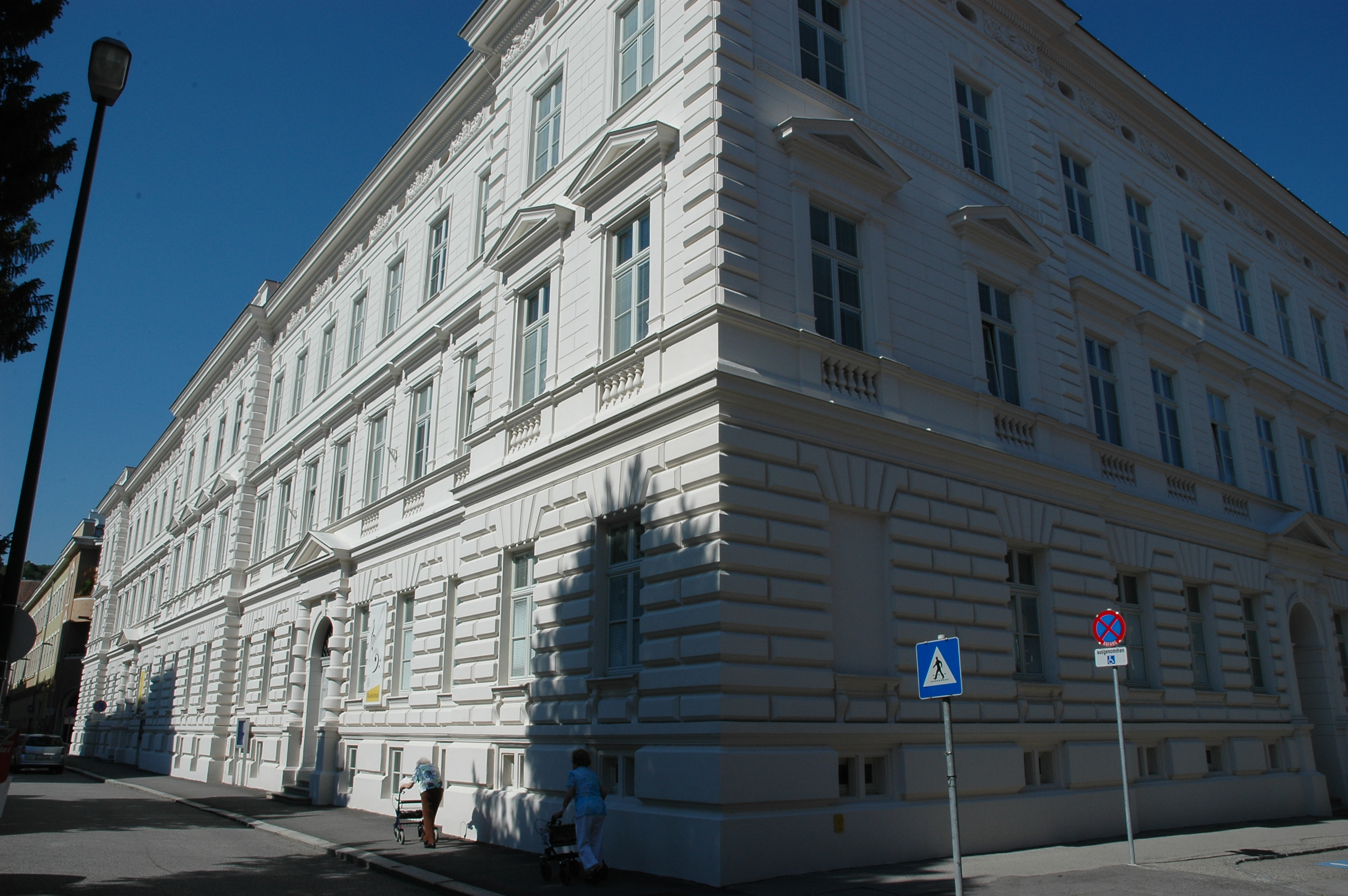
Volks- und Musikschule am Hafnerplatz in Krems. Ehemaliges Schulgebäude der Weinbauschule in der Zeit von 1875 bis 1898.
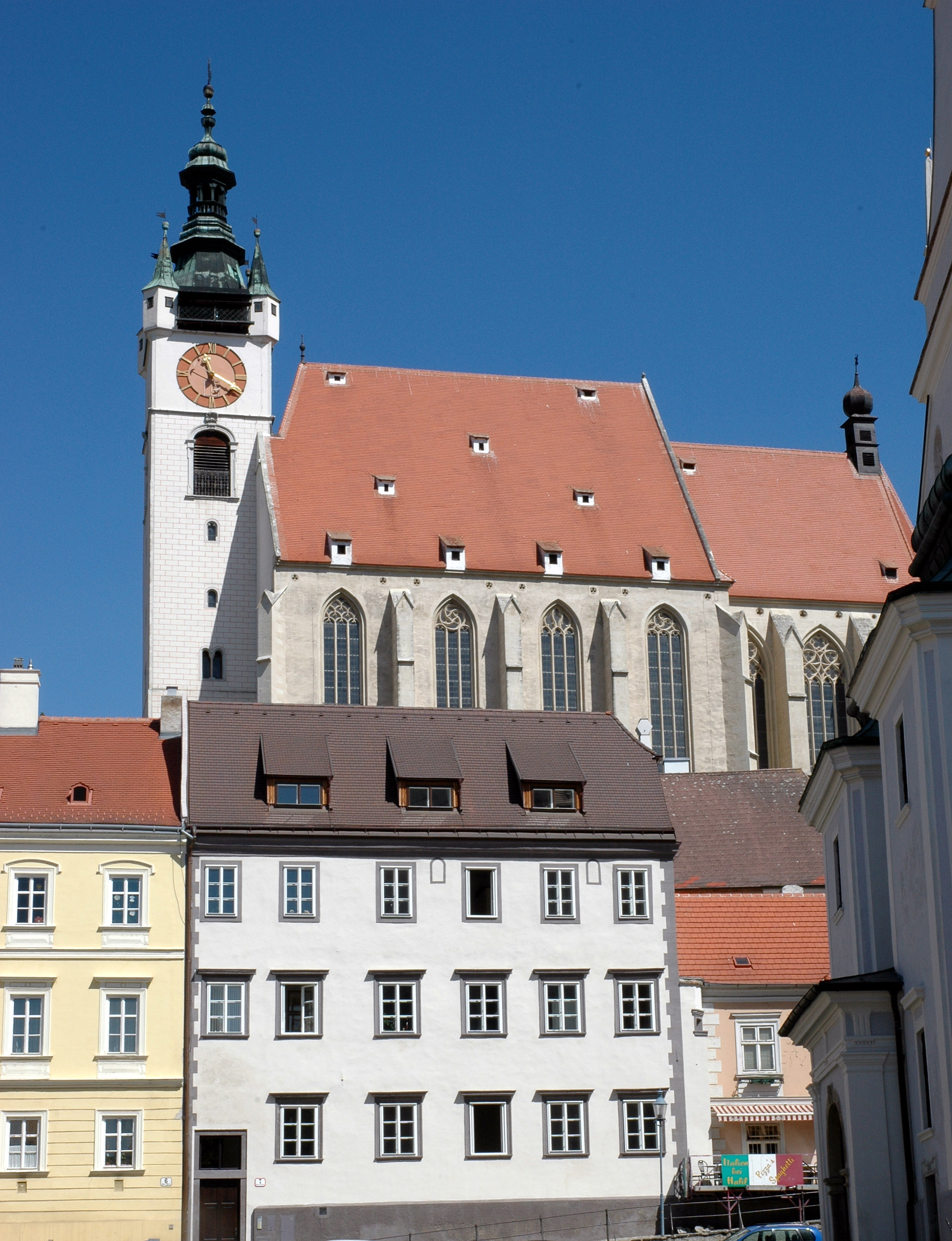
Altes Gymnasium, Pfarrplatz 7, Krems. Weinbauschule von 1898 bis 1903.

1877

1877 wurden 4 Joch Grundfläche – Ried Wachtberg – angekauft. Die Ödfläche wurde mit viel Mühe zu einem Terrassenweingarten ausgebaut. Bei den Arbeiten wurden interessante Funde gemacht, und zwar neben einem Skelett auch 30 Goldmünzen aus den Jahren 1298 bis 1332. 1898 wurden die ersten Ripariasämlinge ausgesetzt und Rebveredelungsversuche begonnen. 1889 konnte eine große Menge an Schnittreben abgegeben werden.

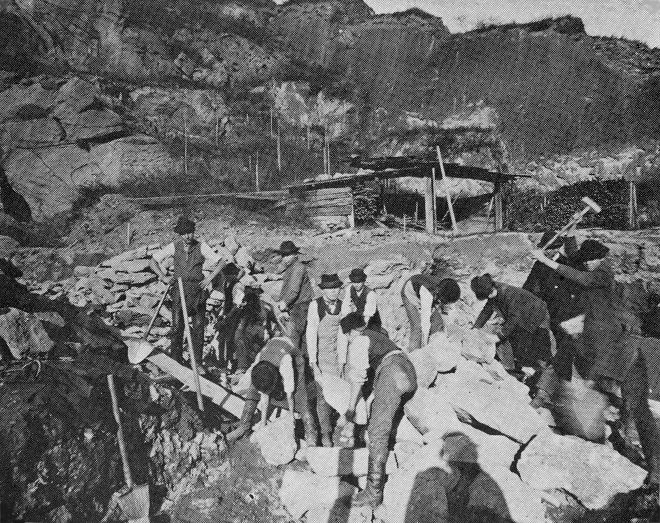
Schüler beim Bau von Steinterrassen am Wachtberg ca. 1880.
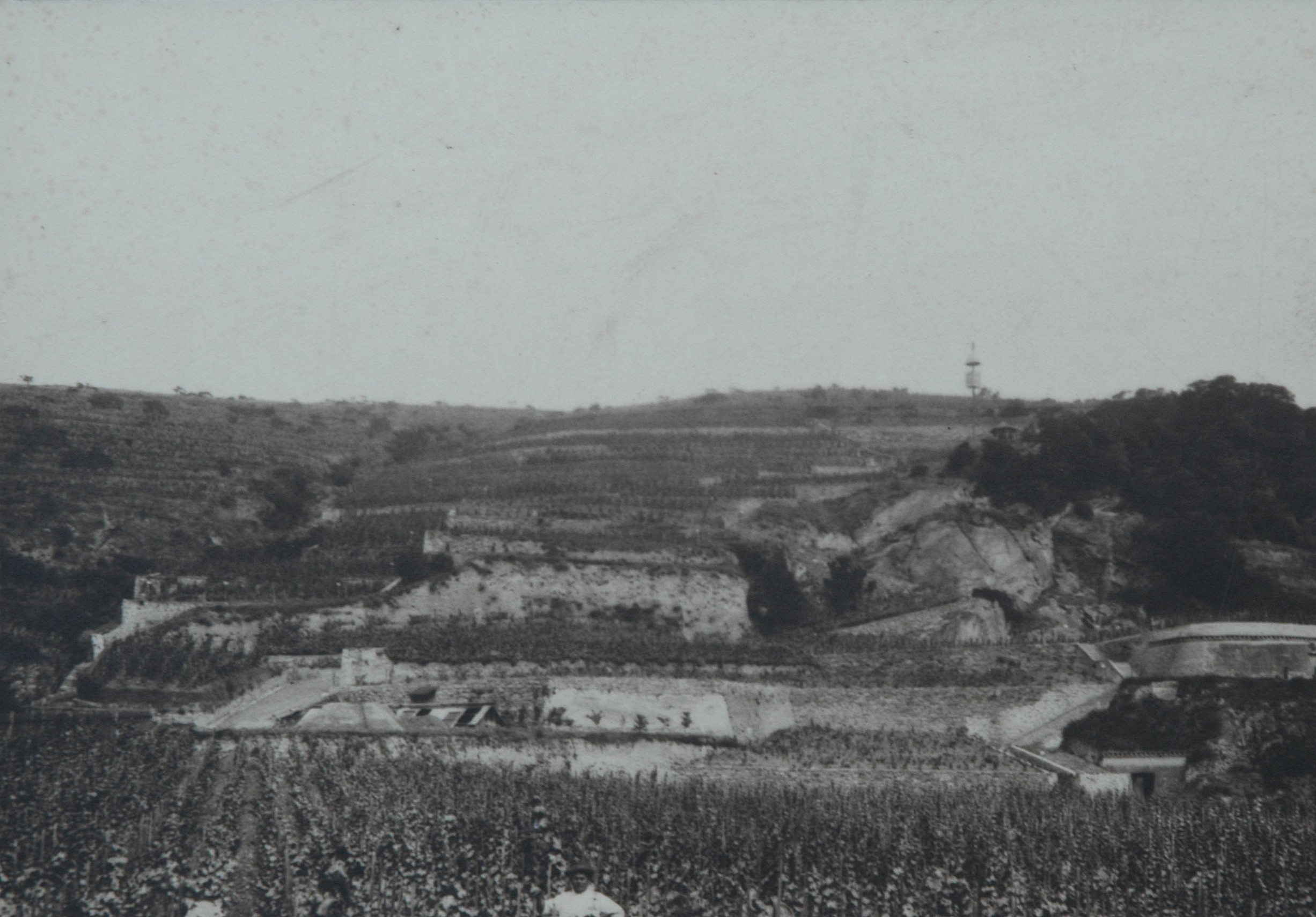
Versuchsweingarten ca. 1880.

1889

Erstes Auftreten von Peronospora.
1898

Starkes Auftreten von Oidium. In diesem Jahr wurde auch der Titel der Schule auf Niederösterreichische Landes Wein- und Obstbauschule Krems geändert.
1901

Auftreten der Reblaus in Krems (Wolfsgraben), Stratzing und Priel.
1902

1902 wurden 7 Joch Grund vom Stift Wilhering gepachtet und eine Reb- und Baumschule errichtet. Das ist die heutige Weingartenfläche in der KG Landersdorf von Krems.

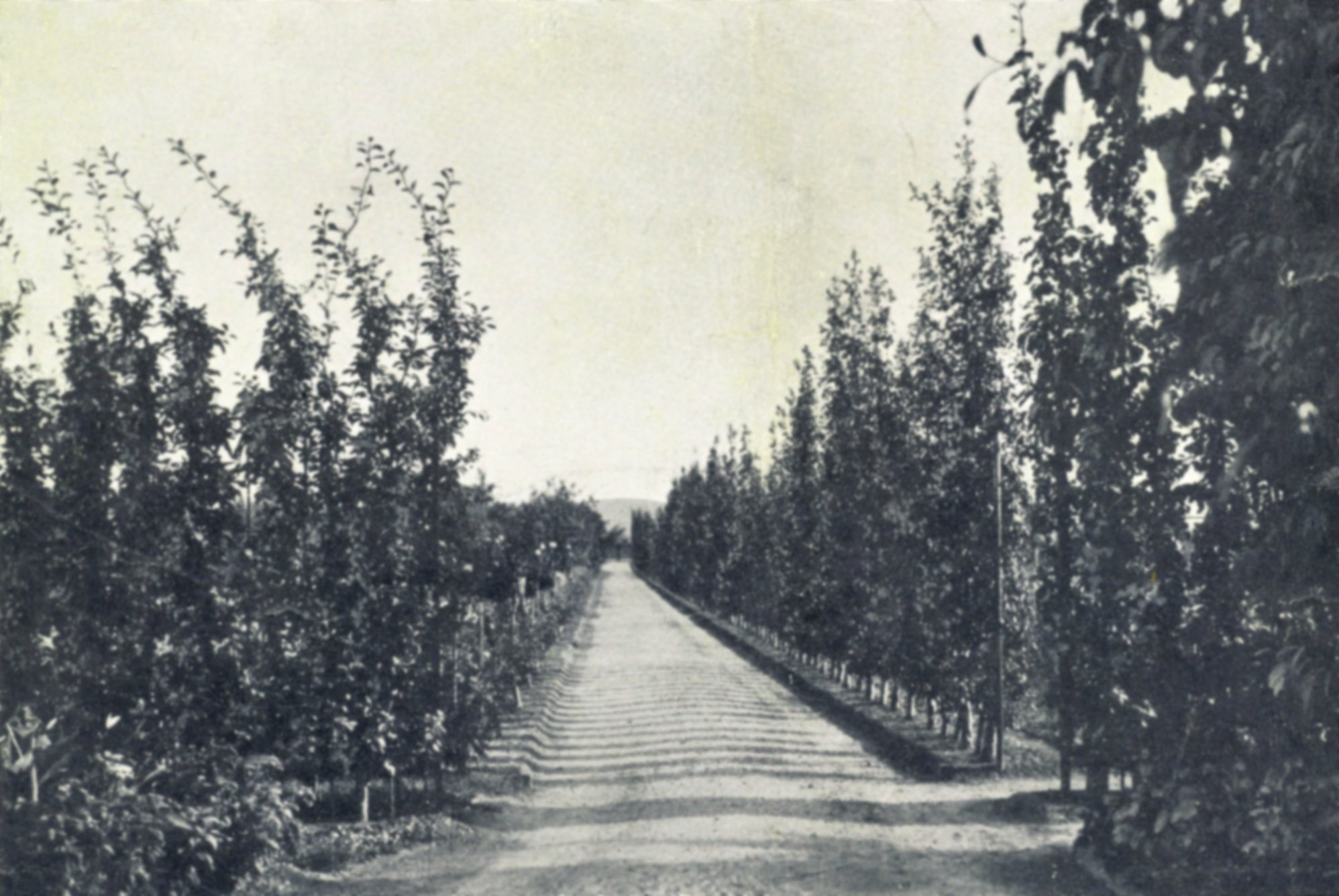
Obstanlage in Landersdorf ca. 1910.

1903

Von 1903 bis 1950 war die Schule in Räumen des Piaristenklosters untergebracht. 1903 wurden in Langenlois und Herzogenburg zeitweilig Filiallehrgänge geführt.

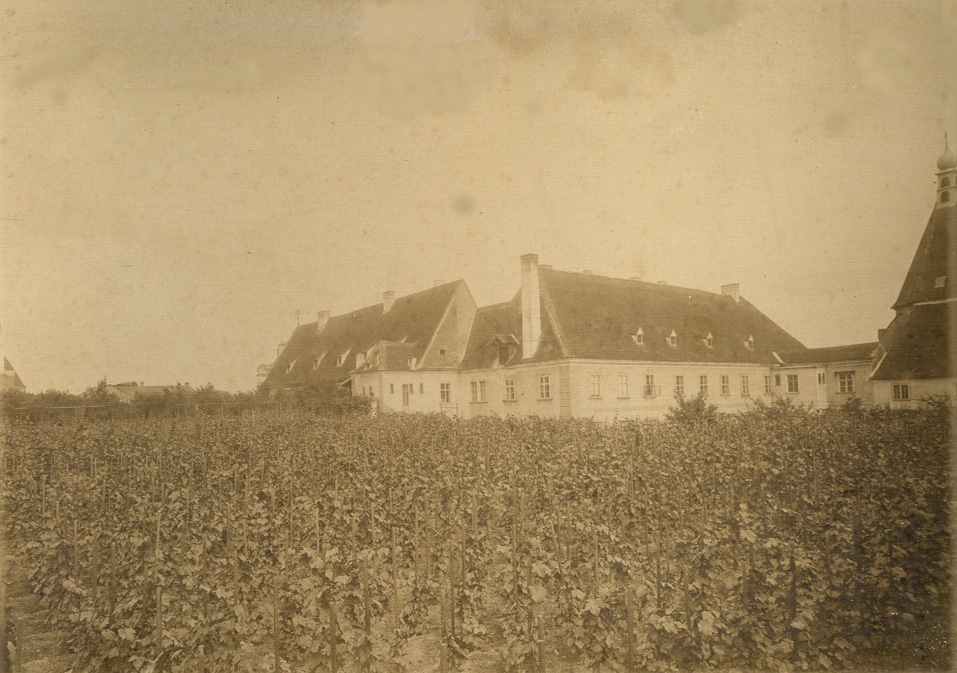
Nördlicher Teil des Piaristengymnasiums Krems, wo im oberen Stock die Weinbauschule untergebracht war.
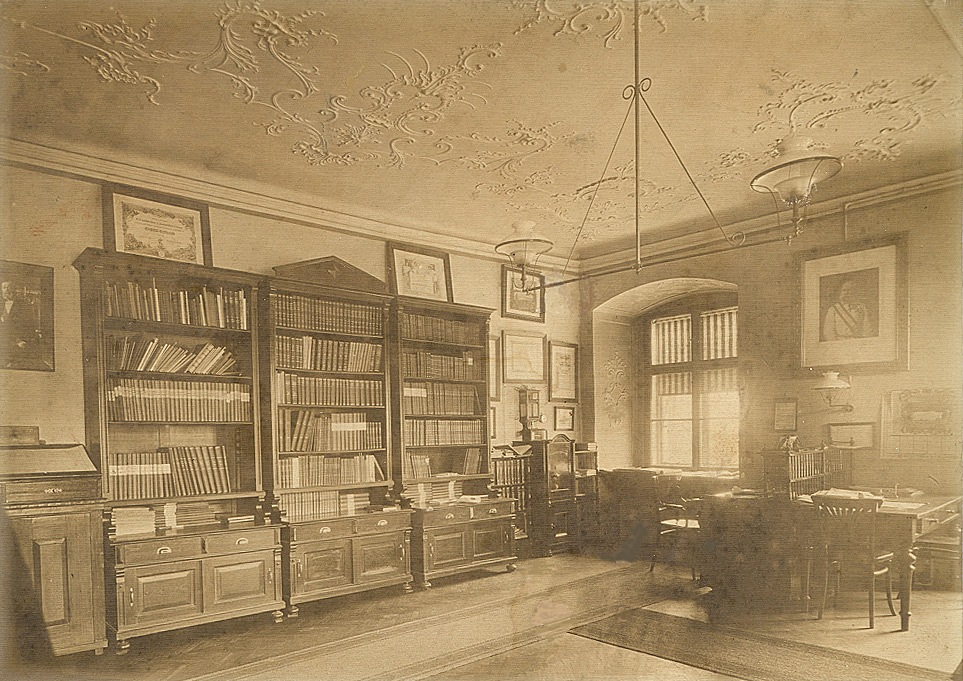
Direktionszimmer im Piaristengymnasium.
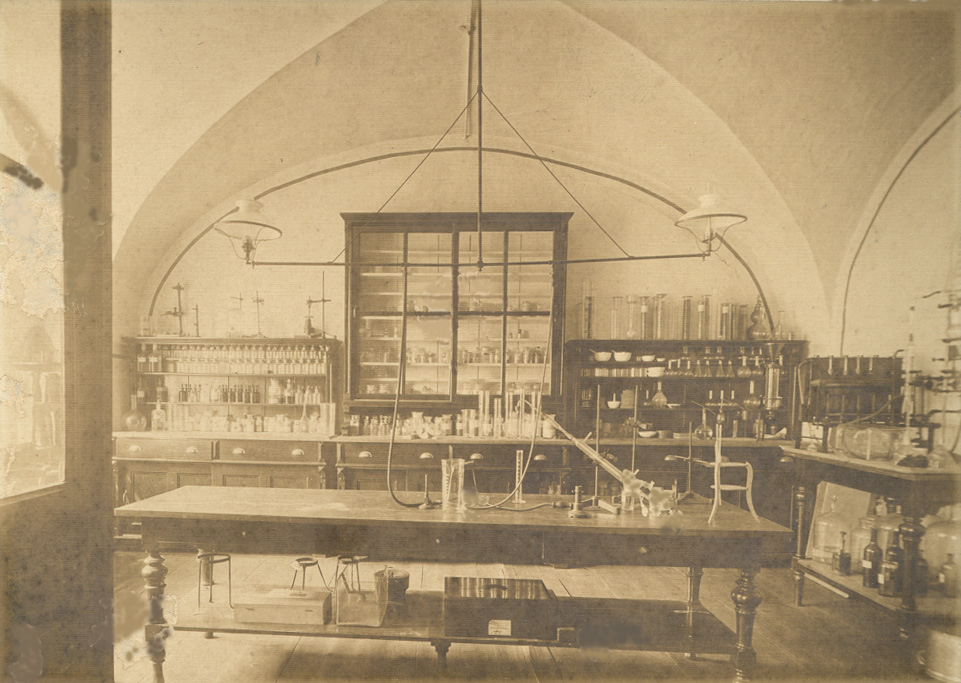
Schüler- und Beratungslabor.
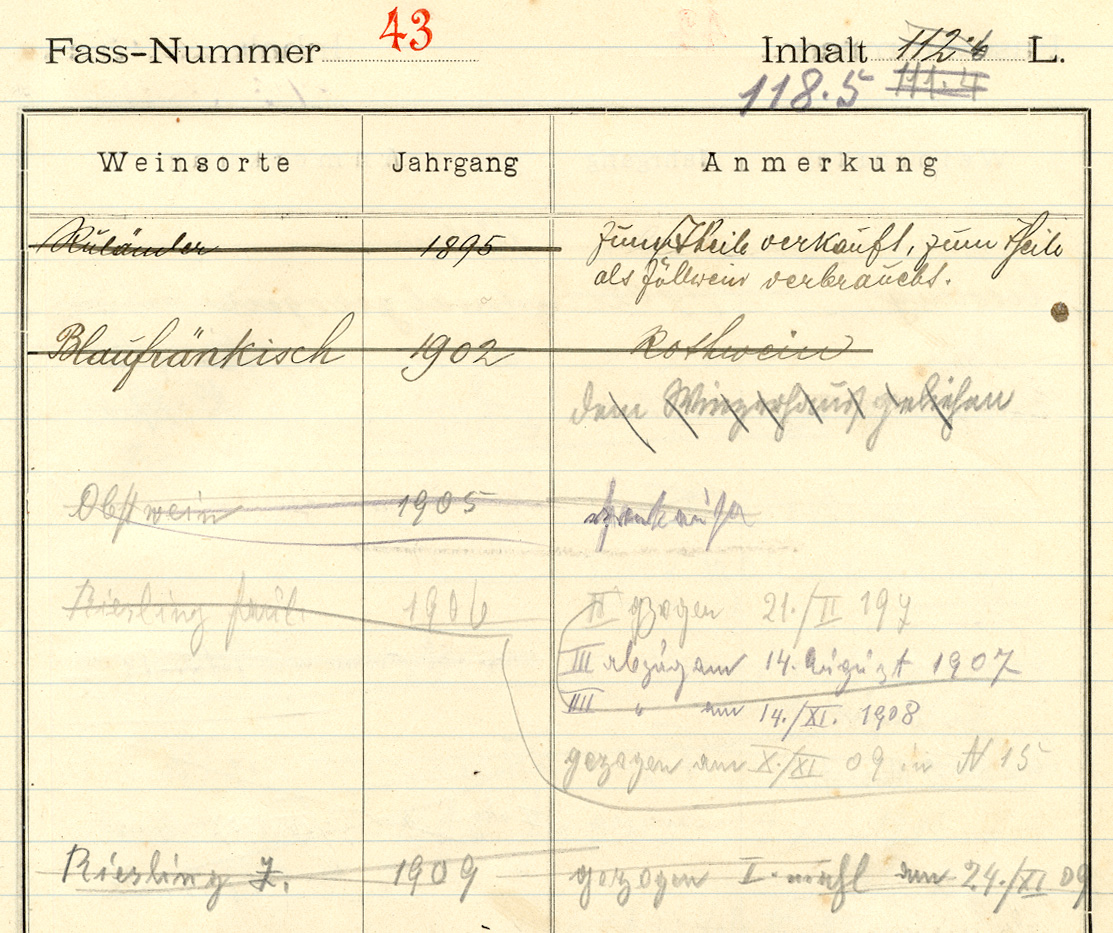
Kellerbuchaufzeichnungen von 1895.
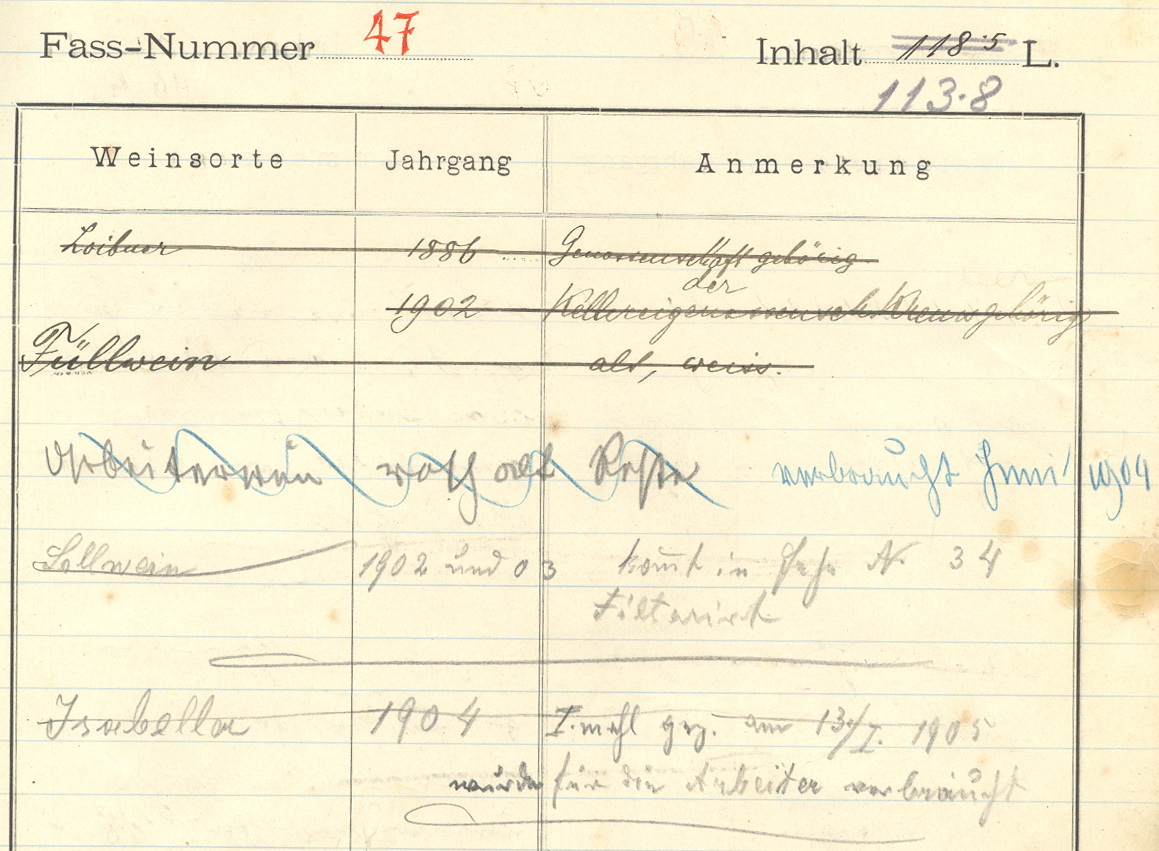
Kellerbuchaufzeichnungen ab dem Jahr 1886.
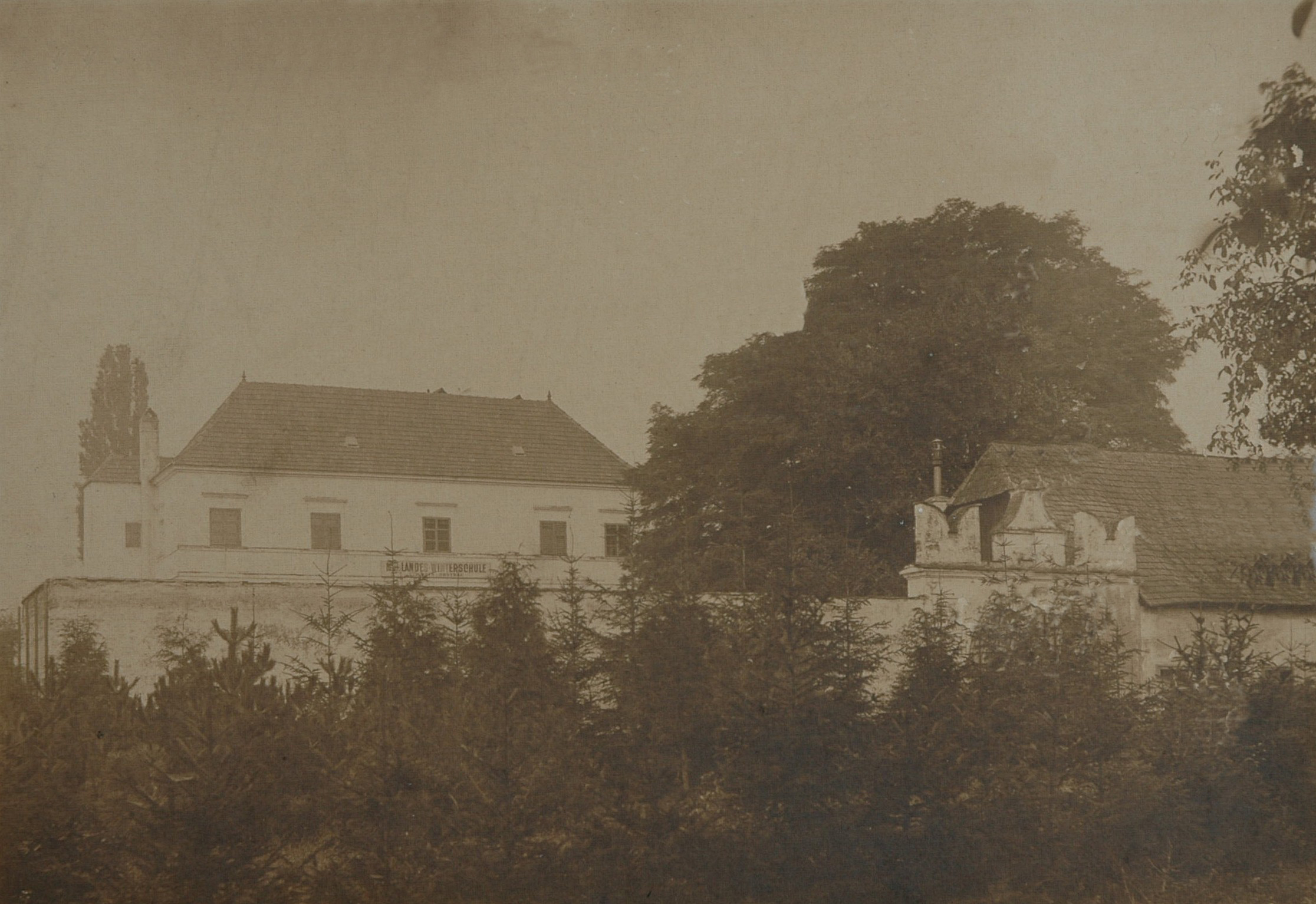
Außenstelle Langenlois.
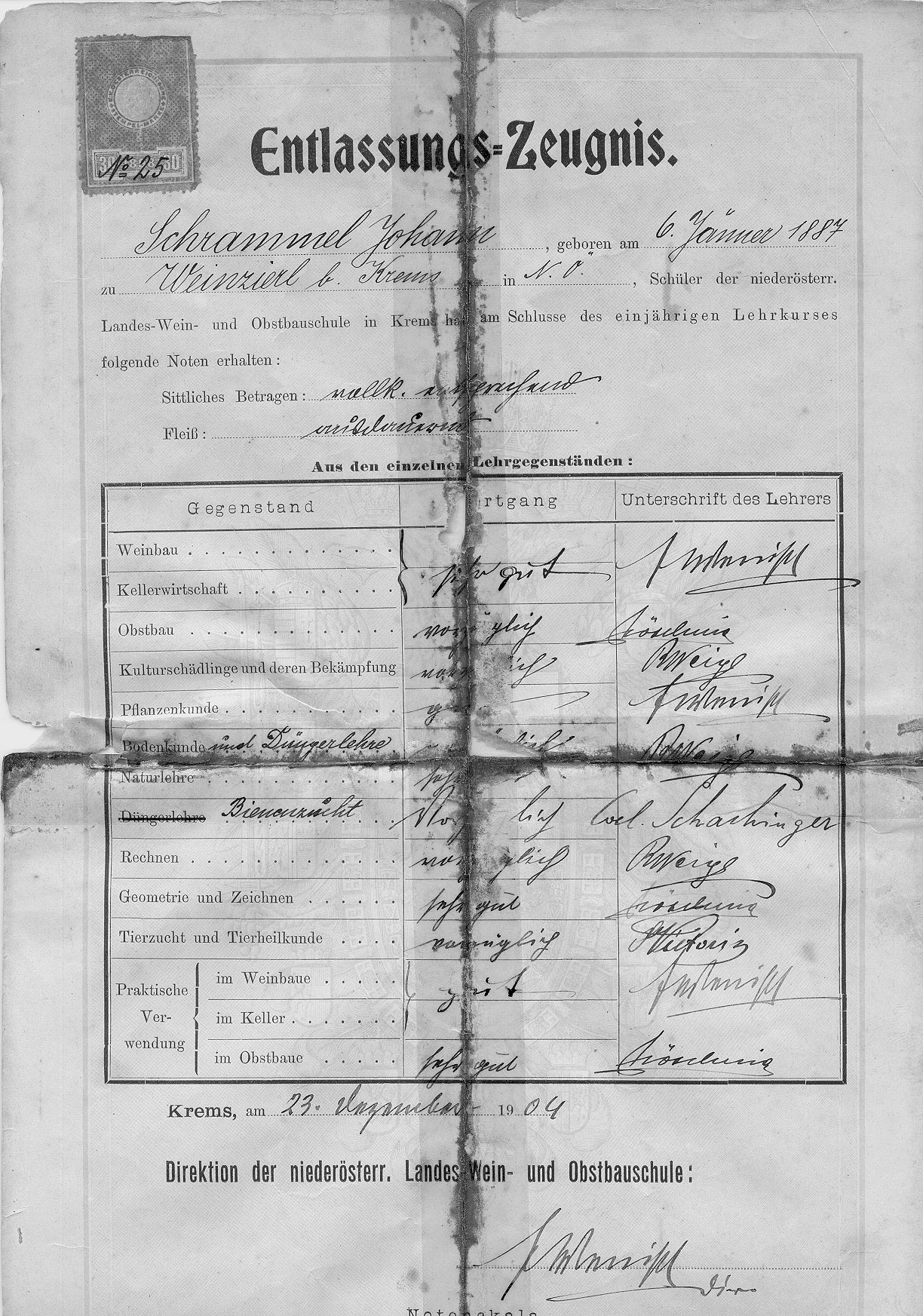
Abschlusszeugnis eines Schülers 1904.
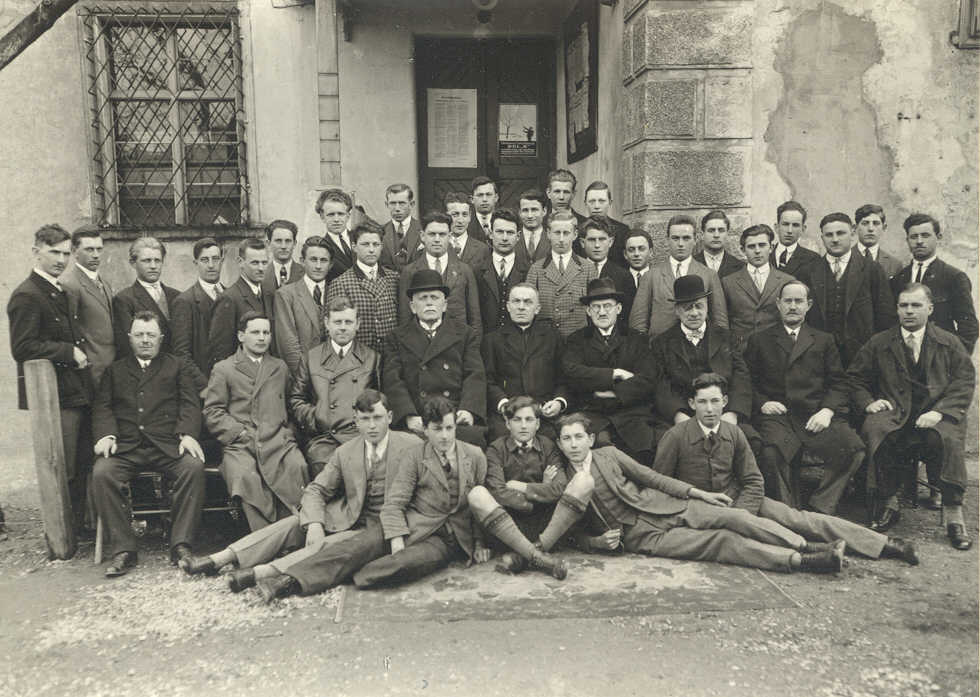
Abschlussfoto des Jahrganges 1929.

Schon sehr frühzeitig wurde die Notwendigkeit einer Weinberatung erkannt und ein weinchemisches Labor eingerichtet.
1922

48 Jahre lang wurde die Schule als einjährige Schule geführt. 1922 erfolgte die Umwandlung in eine zweisemestrige Winterschule.
1923

Gründung des Absolventenverbandes.

1923 wurden die Landesreb- und -obstanlagen in Herzogenburg, Langenlois, Aggsbach und Spitz an der Donau vorübergehend der Verwaltung der Schule unterstellt.
1925
- 50-Jahr-Feier

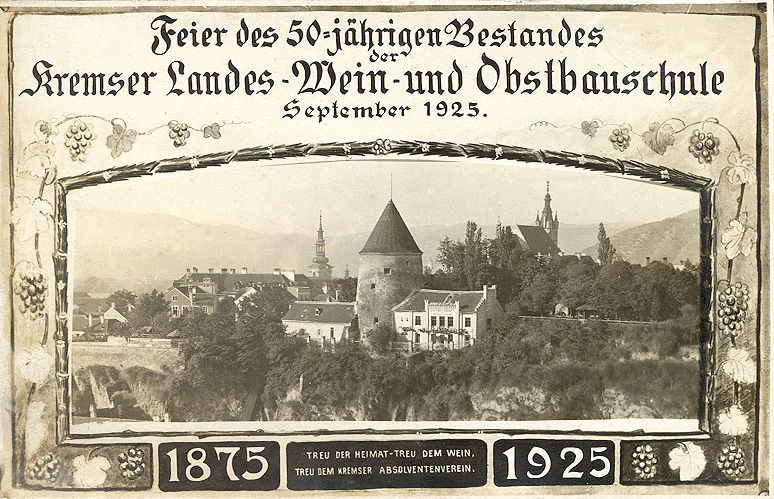
Postkarte zur 50-Jahr-Feier der NÖ Landes Wein- und Obstbauschule Krems, mit Ansicht der Stadt Krems von Osten.
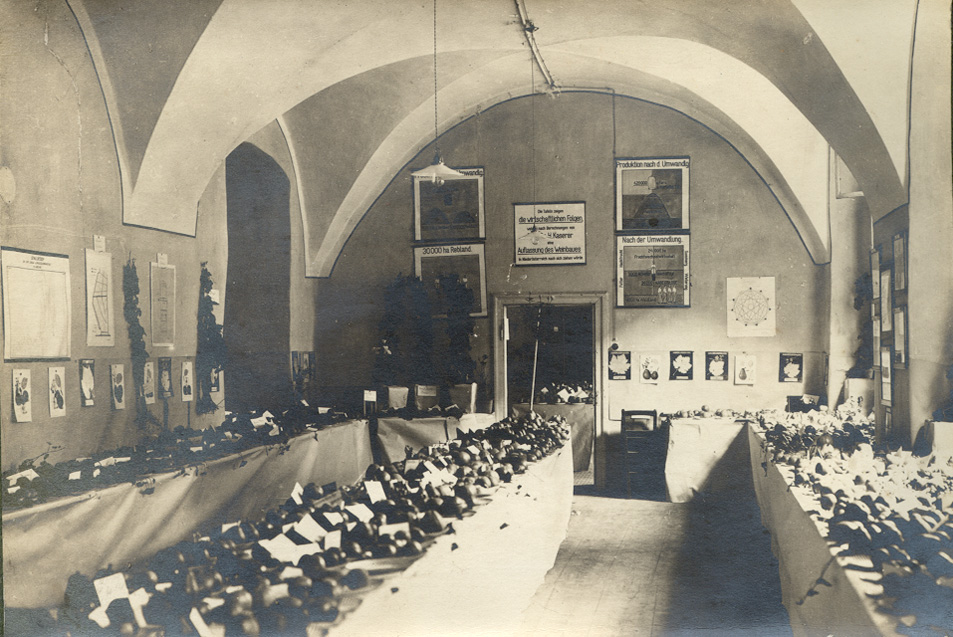
Obstausstellung anlässlich der 50-Jahr-Feier der Schule.

1935
- 60-Jahr-Feier

Bei der 60-Jahr-Feier 1935 schenkte der Absolventenverband der Schule ein 18 hl Fass. Der Entwurf der Fassbodenschnitzerei stammt vom Bildhauer Heiter aus Krems, das Werk wurde vom Bindermeister Vogl aus Stockstall ausgeführt.

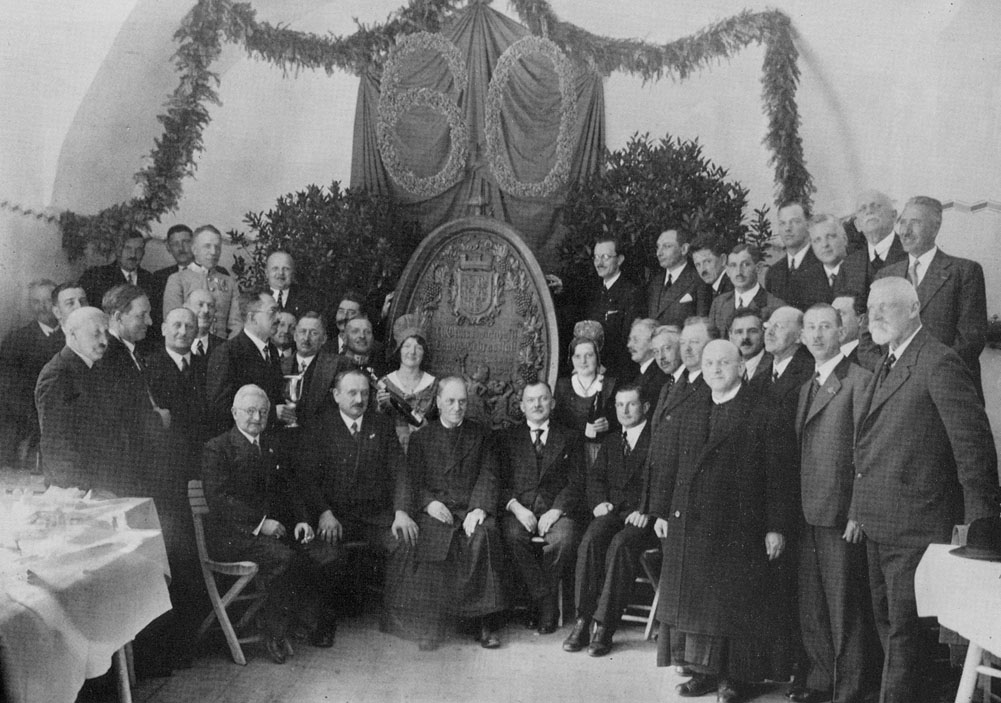
Gruppenfoto anlässlich der 60-Jahr-Feier.
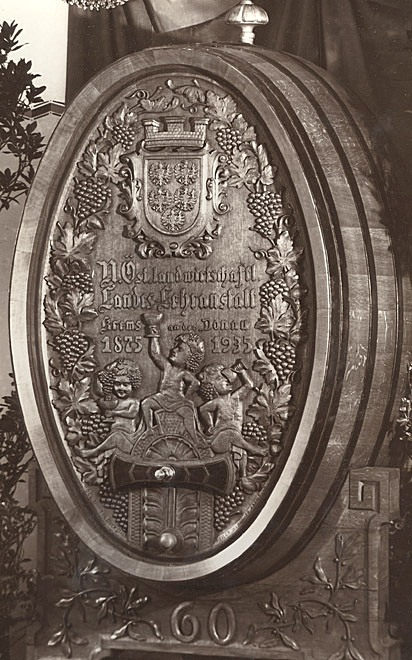
Der Absolventenverband schenkte der Schule 1935 ein Jubiläumsfass.

1950

Zu den bedeutendsten Tagen in der Geschichte der Schule darf der 18. November 1950 gezählt werden. An diesem Tag wurde in Anwesenheit des damaligen Bundeskanzlers Leopold Figl, des Landwirtschaftsministers Josef Kraus und vieler Persönlichkeiten des öffentlichen Lebens aus Anlass des 75-jährigen Bestehens die neue Internatsschule in der Wienerstraße 101 von Stadtpfarrer Johann Schrimpf eingeweiht. Dieser Bau wurde auf Initiative des ebenfalls anwesenden Landeshauptmannes Johann Steinböck aus Mitteln des Landes und des Marshallplanes errichtet. Seither besitzt die Schule ein eigenes Schul-, Internats- und Wirtschaftsgebäude.

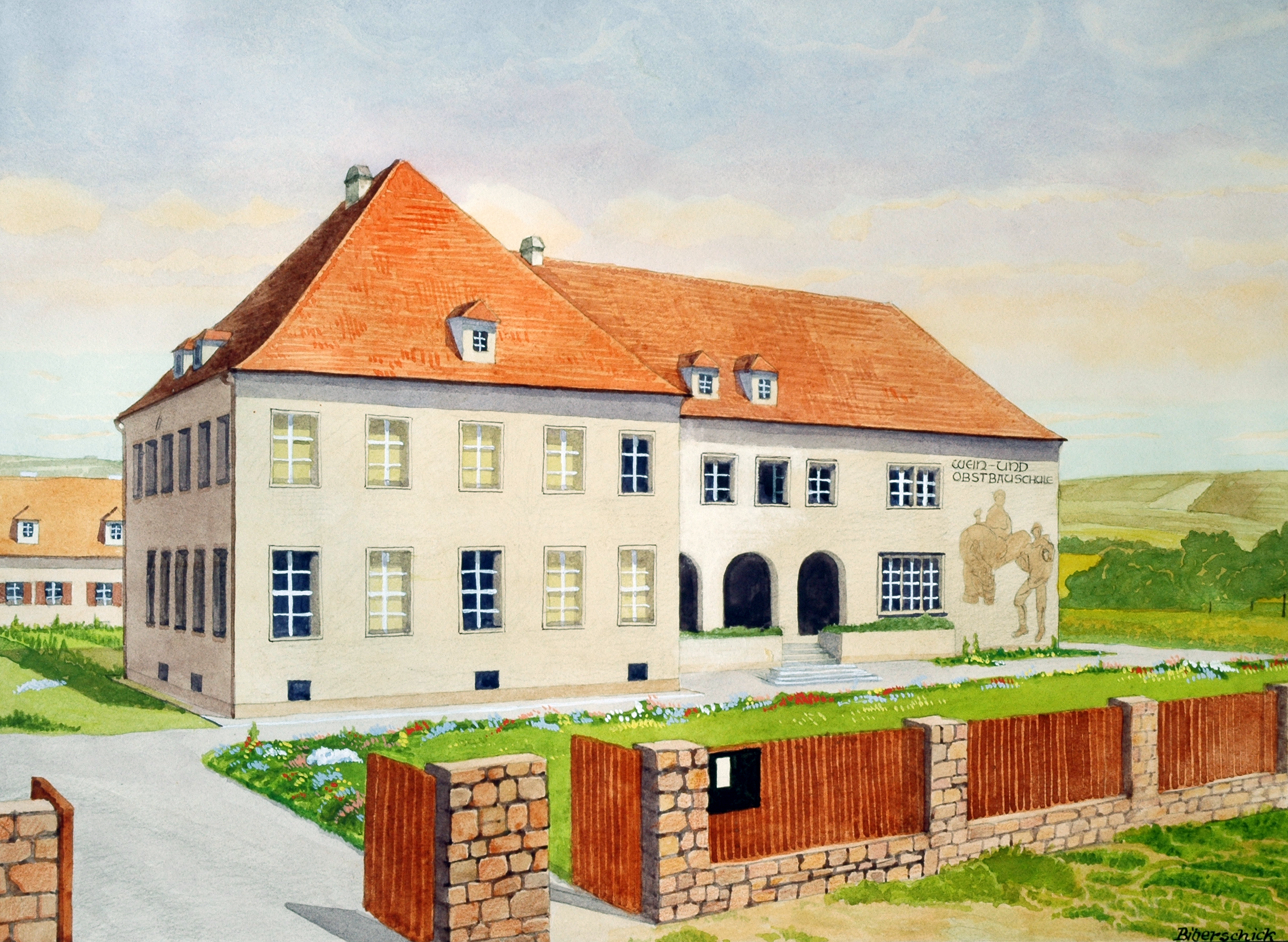
Aquarell des neuen Gebäudes der Weinbauschule Krems in der Wienerstraße 101–1950.
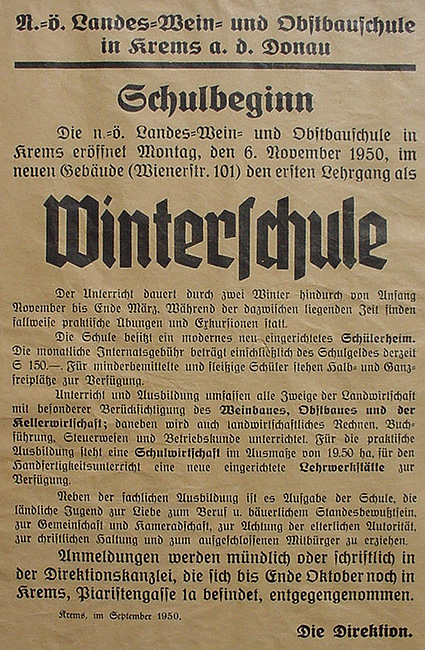
Aushang zur Schülereinschreibung.
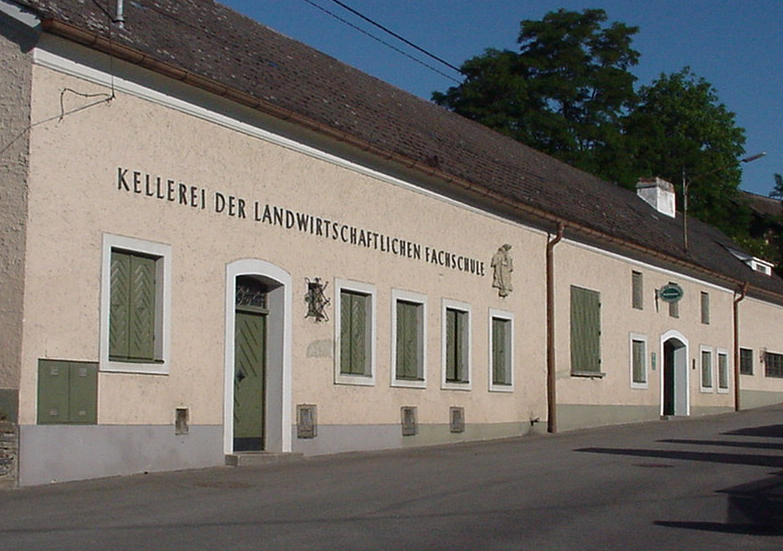
1938 wurde im Bründlgraben dieser Keller gekauft und ab 1953 benutzt.
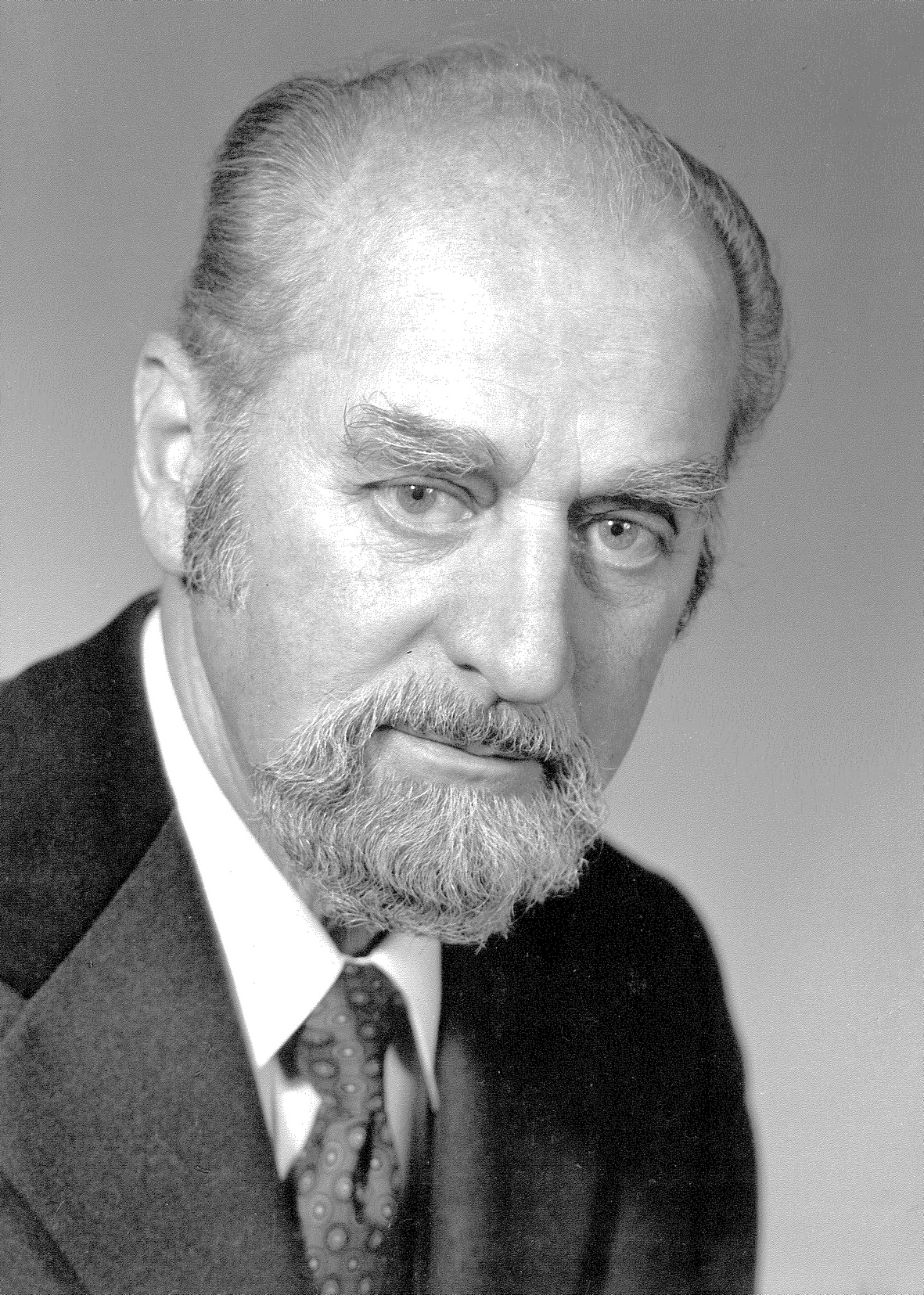
Lenz Moser

Zu Lenz Moser hatte die Schule eine enge Verbindung. Besonders beim Neubeginn des österreichischen Weinbaues nach dem Zweiten Weltkrieg waren die Erkenntnisse und Ideen Lenz Mosers entscheidend für den Beginn der Mechanisierung. Jährliche Schülerexkursionen nach Rohrendorf in den Betrieb Mosers vertieften diese Beziehung. Nicht alle Fachleute teilten damals den neuen Weg von Lenz Moser. Der Durchbruch zur Verbreitung der Hochkultur erfolgte im Jahr 1956, als nach dem strengen Winter viele Weingärten sehr starke Frostschäden erlitten hatten. So wurde vielfach statt der üblichen Stockkultur eine Hochkultur nach Lenz Moser errichtet, welcher schreibt: Es ist unzweckmäßig, die Maschinen dem Weingarten anzupassen, der Weingarten muss der Maschinenarbeit angepasst werden. Da die Hochkultur den strengen Winterfrost 1956 gut überstanden hatte, wurde von den Winzern in der Folge bei Neuanlagen fast ausschließlich dieses Erziehungssystem gewählt.
1950 wurden die Niederösterreichischen „Bäuerlichen Fachschulen“ in „Landwirtschaftliche Fachschulen“ umbenannt.
1965

Am 18. September 1965 feierte die Schule ihr 90-jähriges Bestandsjubiläum.

Dir. Hans Altmann bei der Begrüßungsansprache.
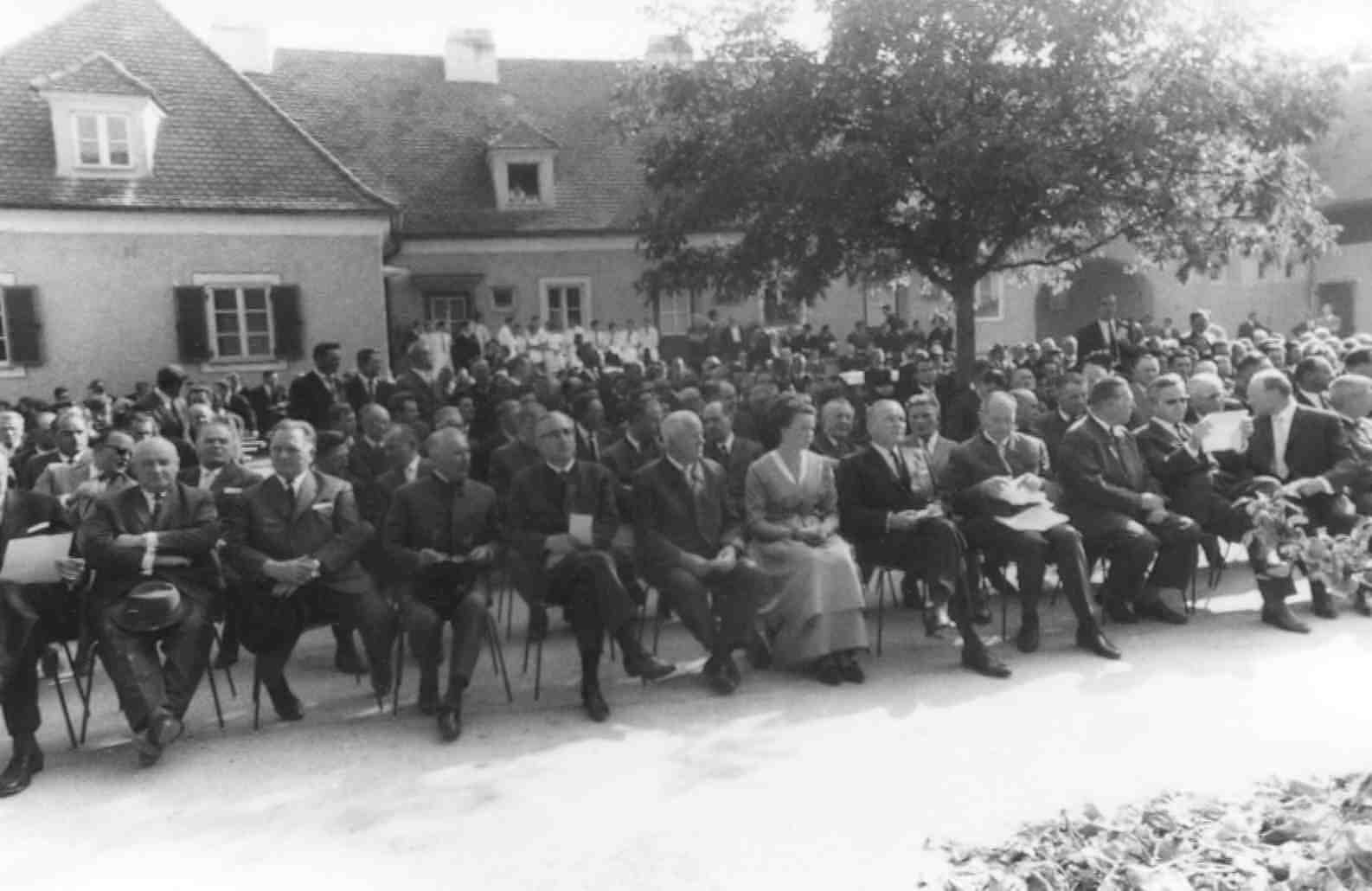
1965 wurde das 90-jährige Bestehen der Weinbauschule gefeiert.
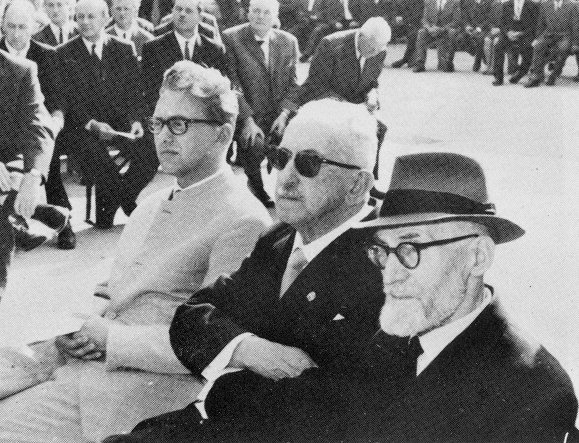
Der spätere Dir. Franz Epp mit den ehemaligen Direktoren Oskar Dorn und Franz Jachimowicz.
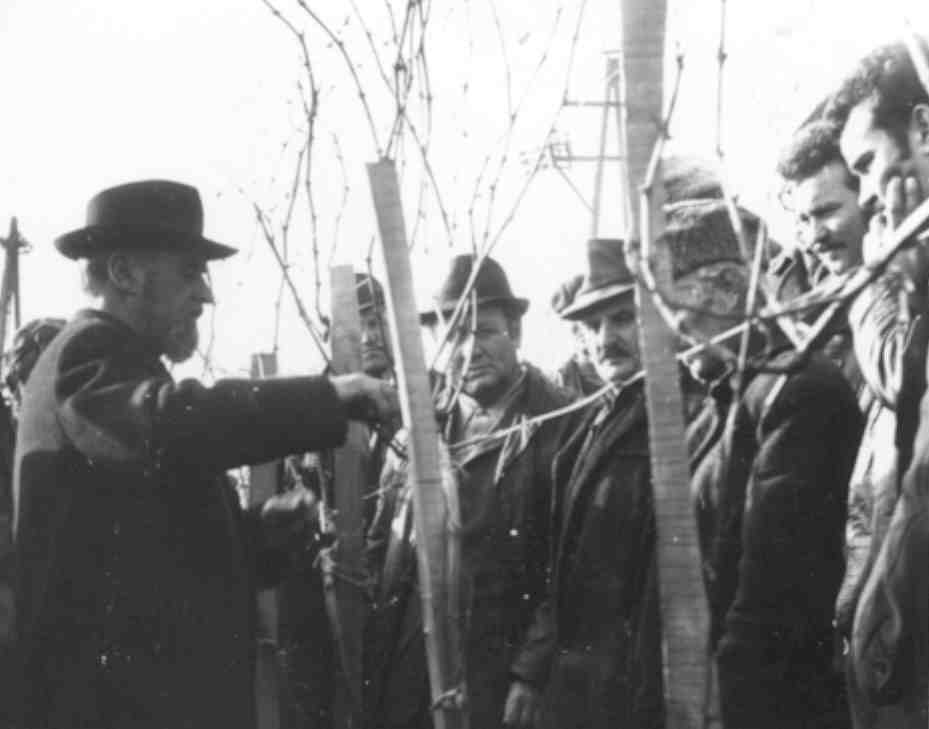
Lenz Moser bei der Demonstration des Schnittes eines Hochkulturstockes.

1952

Fertigstellung des Wirtschaftshofes. Der Hof beinhaltete damals neben Wohnungen für Bedienstete, einen Kuh- und Schweinestall. In den 60er Jahren wurden den Räumlichkeiten andere Zwecke zugeordnet.
1958

Die heutige kleine Maschinenhalle wurde fertiggestellt und war die erste Einrichtung für die landtechnische Ausbildung.
1969

Der von Anfang an zu Theorie und Praxis erteilte Unterricht wurde zuerst in einwinterigen und später bis zum Jahre 1972 in Form von zweiwinterigen Lehrgängen angeboten. Zwischendurch gab es einige Versuche zur Führung einjähriger Lehrgänge; die letzten dieser Art wurden zusätzlich zu den Winterlehrgängen in der Zeit zwischen 1966 und 1970 geführt, um dem damaligen akuten Platzmangel abzuhelfen. Da nach Einführung der landwirtschaftlichen Berufsschulpflicht die Schüler erst nach Absolvierung dieser Schule in die Fachschule aufgenommen werden konnten, war es naheliegend, eine Schulform zu schaffen, welche gleichzeitig diese Verpflichtung erfüllt und mit der Fachschule weiterführt.
Ab 1969 wurden zweijährige Lehrgänge eingeführt. Sie wurden als 10. und 11. Schulstufe geführt und setzten den Besuch des Polytechnischen Lehrganges, oder einer diesen ersetzenden Schule voraus.
1972

Beginn der Führung dreijähriger Lehrgänge nach Auslaufen der begonnenen Winterlehrgänge und zweijährigen Lehrgänge. Mit diesem Typ wurde nicht nur eine verlängerte Ausbildungszeit eingeführt, sondern überhaupt eine neue Form der Fachschulausbildung geschaffen.
1975
- 100 Jahre Weinbauschule Krems

1975 feierte die Schule ihr 100-jähriges Bestehen. Anlässlich dieser Feierlichkeiten wurde der in den Versuchsanlagen der Schule selektionierte Klon der Sorte Grüner Veltliner der Praxis übergeben. Er bekam die Klon Nr-100, anlässlich des 100 Jahre Jubiläums. Dieser Klon hat bis heute in allen Weinbaugebieten noch große Verbreitung. Er wurde gegen Ende des vorigen Jahrhunderts auf Virusinfektionen untersucht und wird heute als zertifiziertes Klonmaterial unter Grüner Veltliner A 1-2 angeboten. Beginnende mit der Selektionszüchtung, bald nach dem Zweiten Weltkrieg, hat die Schule einen sehr wichtigen Beitrag für die Leistungsfähigkeit der in Österreich wichtigsten Rebsorte geleistet. Neben diesem Klon wurden weitere sehr ähnliche Klone der Sorte Grüner Veltliner abgegeben, die bessere Vitalität und Leistungsfähigkeit zeigten. Im Wesentlichen wurde das durch die Selektion gesunder, vitaler Rebstöcke erreicht.

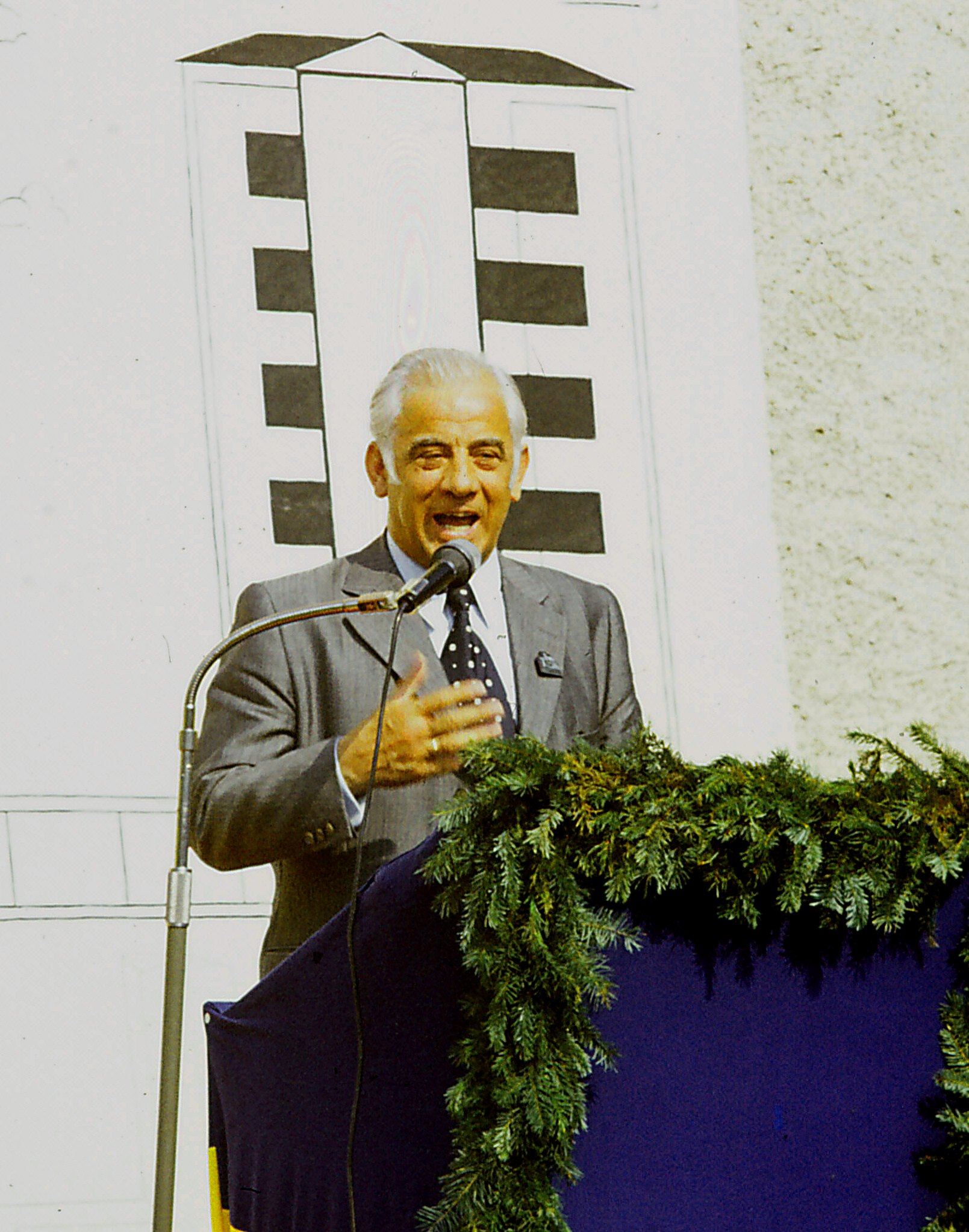
Landesrat Matthias Bierbaum bei der Festansprache.
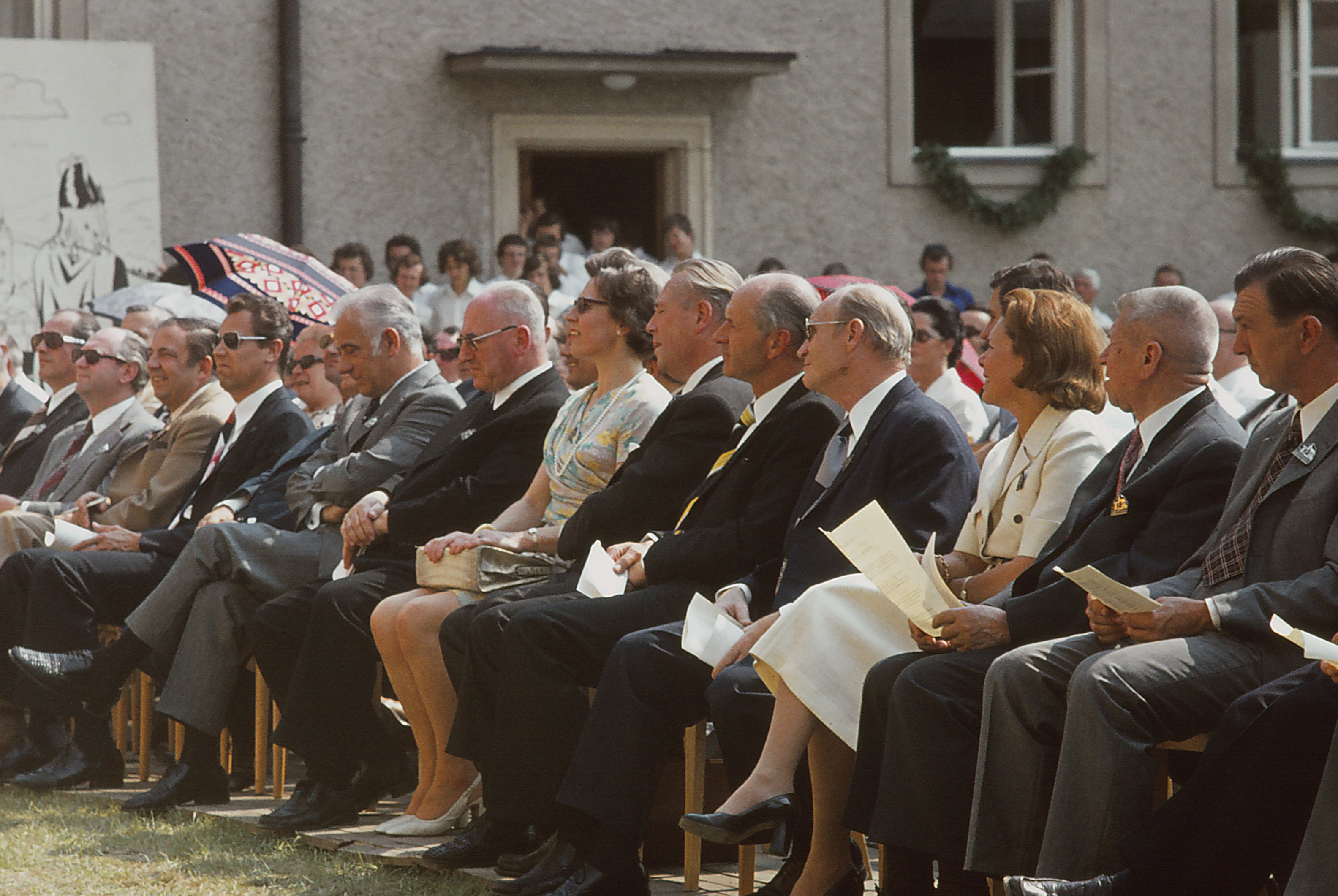
Ehrengäste zur 100-Jahr-Feier.
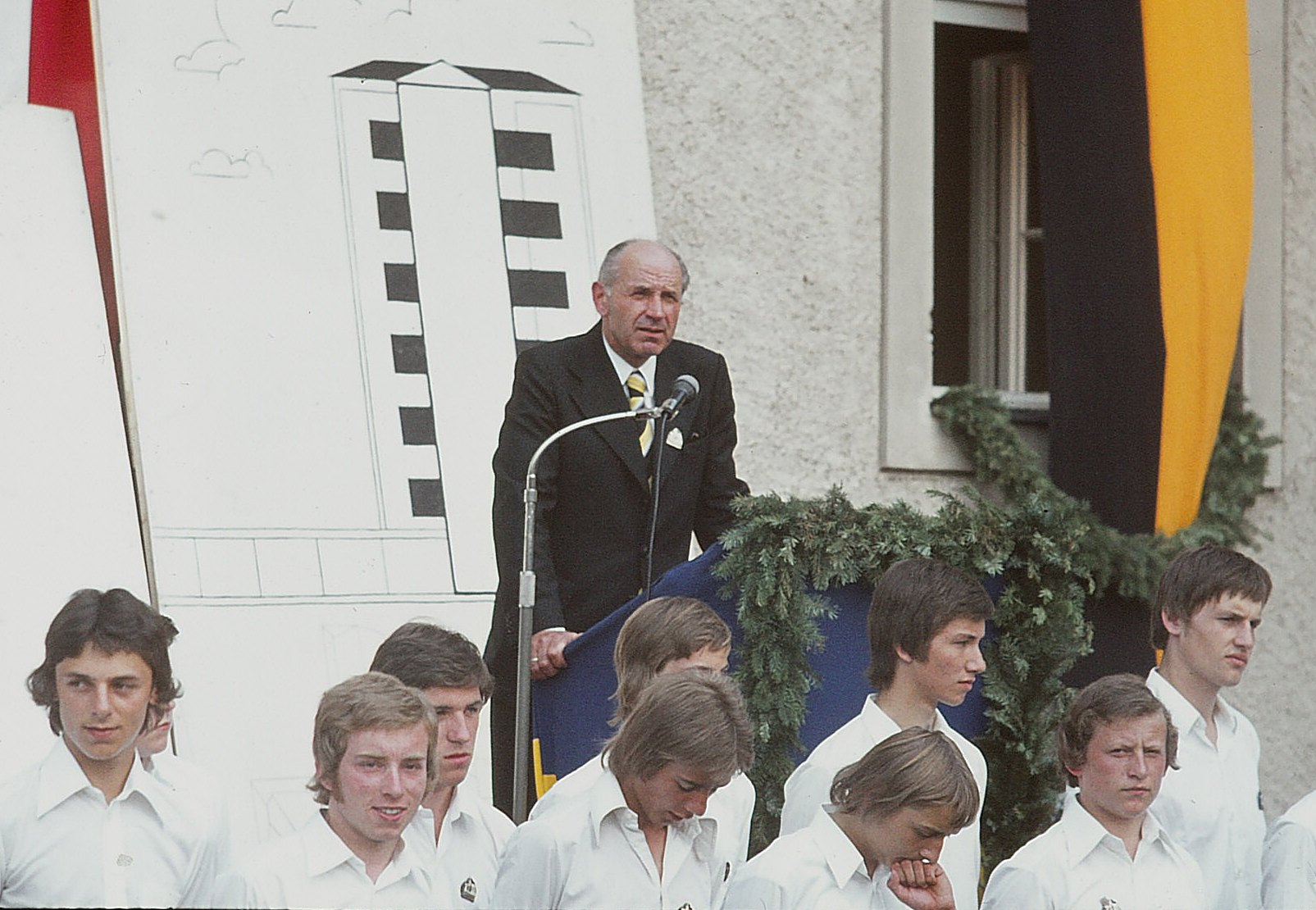
Direktor Hans Altmann bei der Dankesrede.
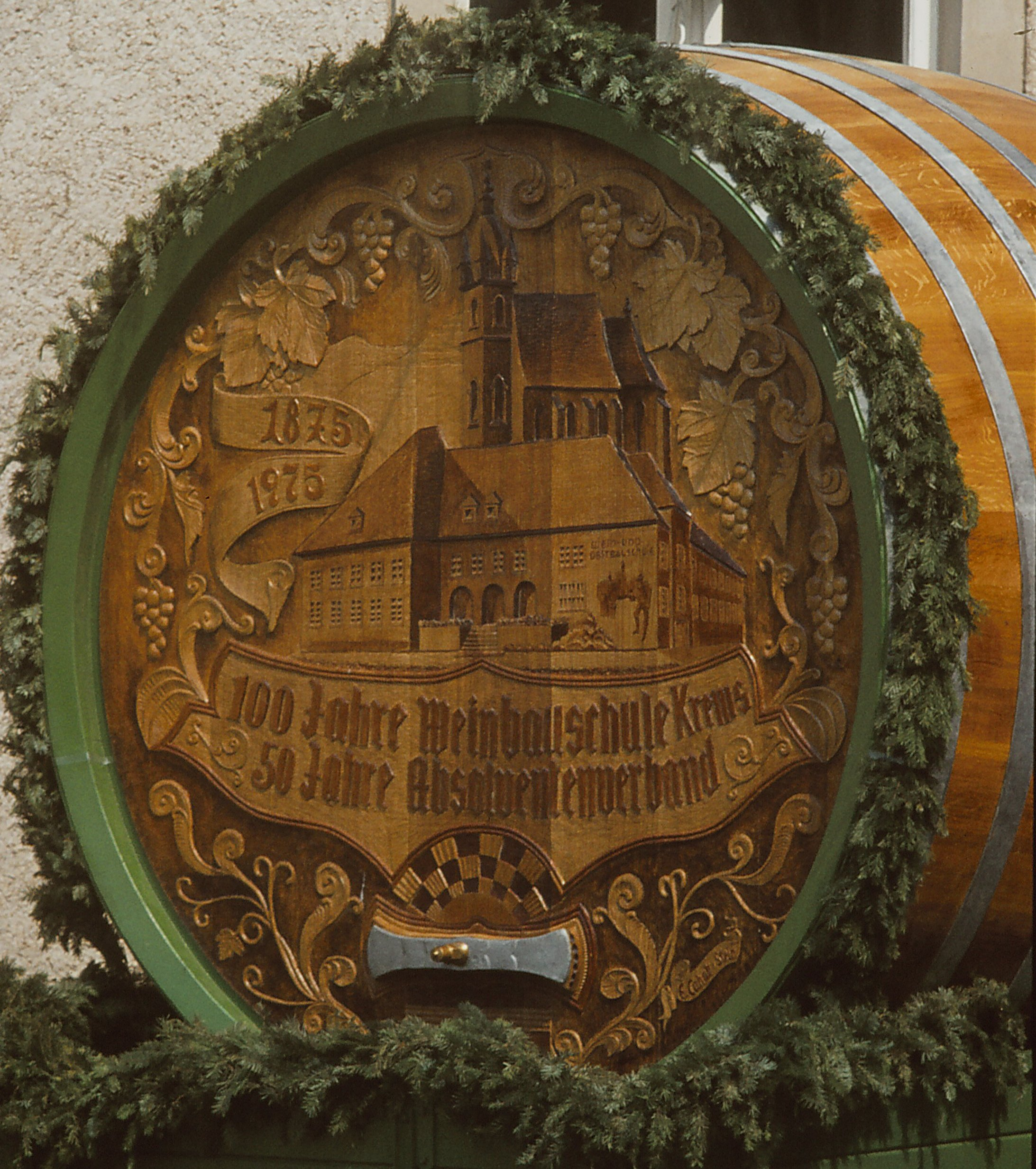
Zum 100-jährigen Bestehen der Schule spendet der Absolventenverband ein Fass.

1976

1976 wurde eine Lehrwerkstätte mit Nebenräumen für die praktische Ausbildung in Landtechnik und Bautechnik errichtet und am 6. Dezember 1976 eröffnet.
1980

Ende Juni 1980 wurde der neue Internatstrakt mit Speisesaal und Küche eröffnet und das 1950 errichtete Schulgebäude umgebaut. Durch die Erweiterung des Raumangebotes wurde der Verlängerung der Ausbildungszeit und der Vergrößerung des Lehrstoffangebotes Rechnung getragen. Dadurch konnten außerdem die Schüler für die Ablegung der Meisterprüfung in Weinbau- und Kellerwirtschaft in ihrer Stammschule kursmäßig vorbereitet werden.

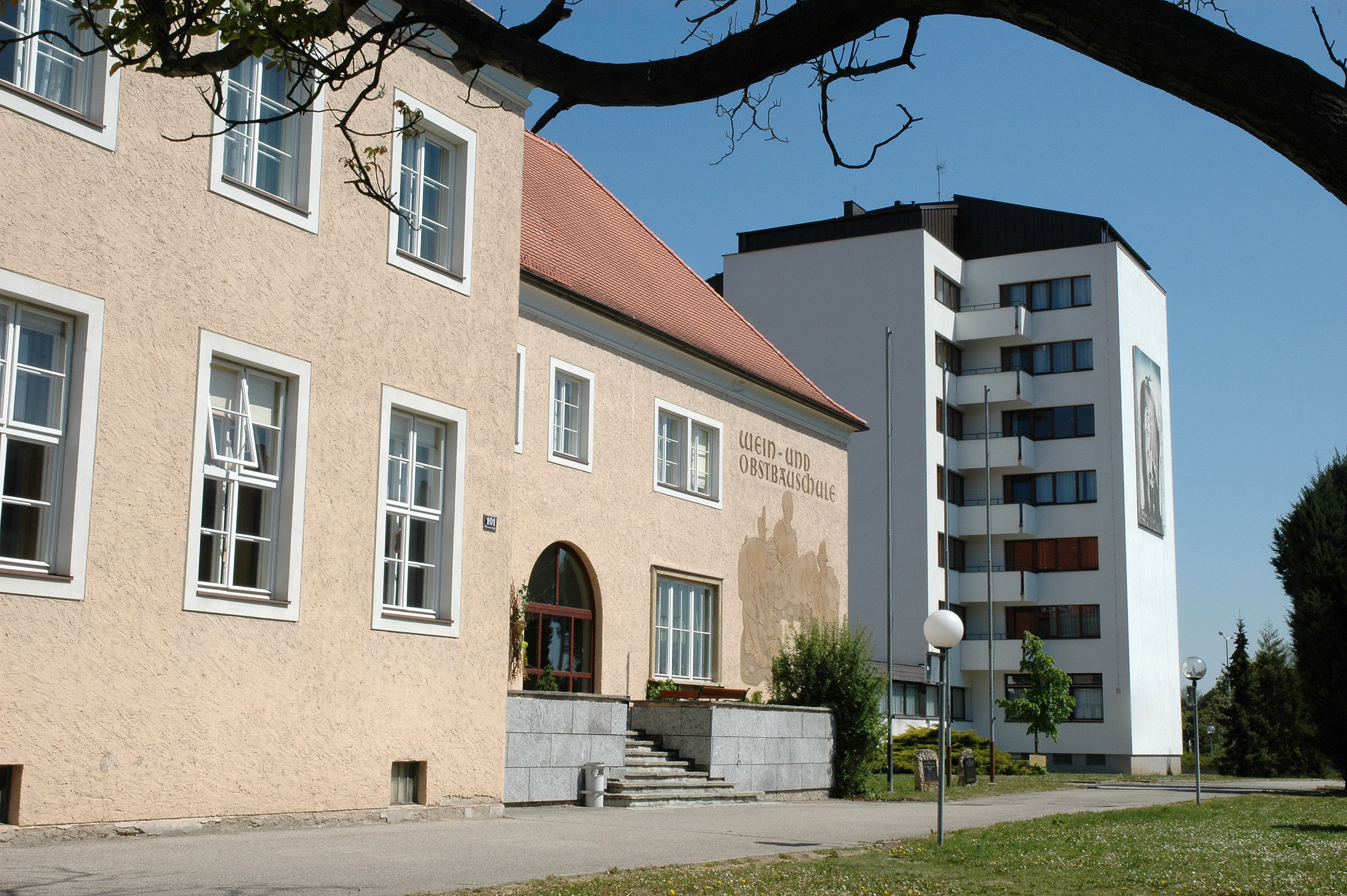
Weinbauschule Krems mit dem neuen Internatstrakt im Osten der Schule.

1981

Die ersten Computer (6 Stück) werden für eine Klasse angeschafft. Beginn des EDV-Unterrichtes.
1989

Ab 1989 wird der einjährige Speziallehrgang „Weinmanagement“ mit Schwerpunkt Marketing geführt.
1995

Ab dem Schuljahr 1995/96 gibt es die „VinoHAK“, in der die Schüler die kaufmännische Berufsausbildung an der Handelsakademie Krems mit Reifeprüfung abschließen und eine fachliche Qualifizierung als Facharbeiter für Weinbau und Kellerwirtschaft an der Wein- und Obstbauschule Krems.
2000
- 125 Jahre Weinbauschule Krems

Mit einem Festakt in der Dominikanerkirche von Krems feiert die Schule ihr 125-jähriges Bestehen. Anlässlich dieser Feierlichkeiten wurden mit der Lehr- und Forschungsanstalt in Neustadt an der Weinstraße (Deutschland) und mit der Weinbauschule in Rouffach (Frankreich) Partnerschaftsverträge abgeschlossen. Ziel ist es, neben dem fachlichen Austausch auch einen Schüleraustausch mit Praxisplätzen in Weinbaubetrieben zu organisieren.

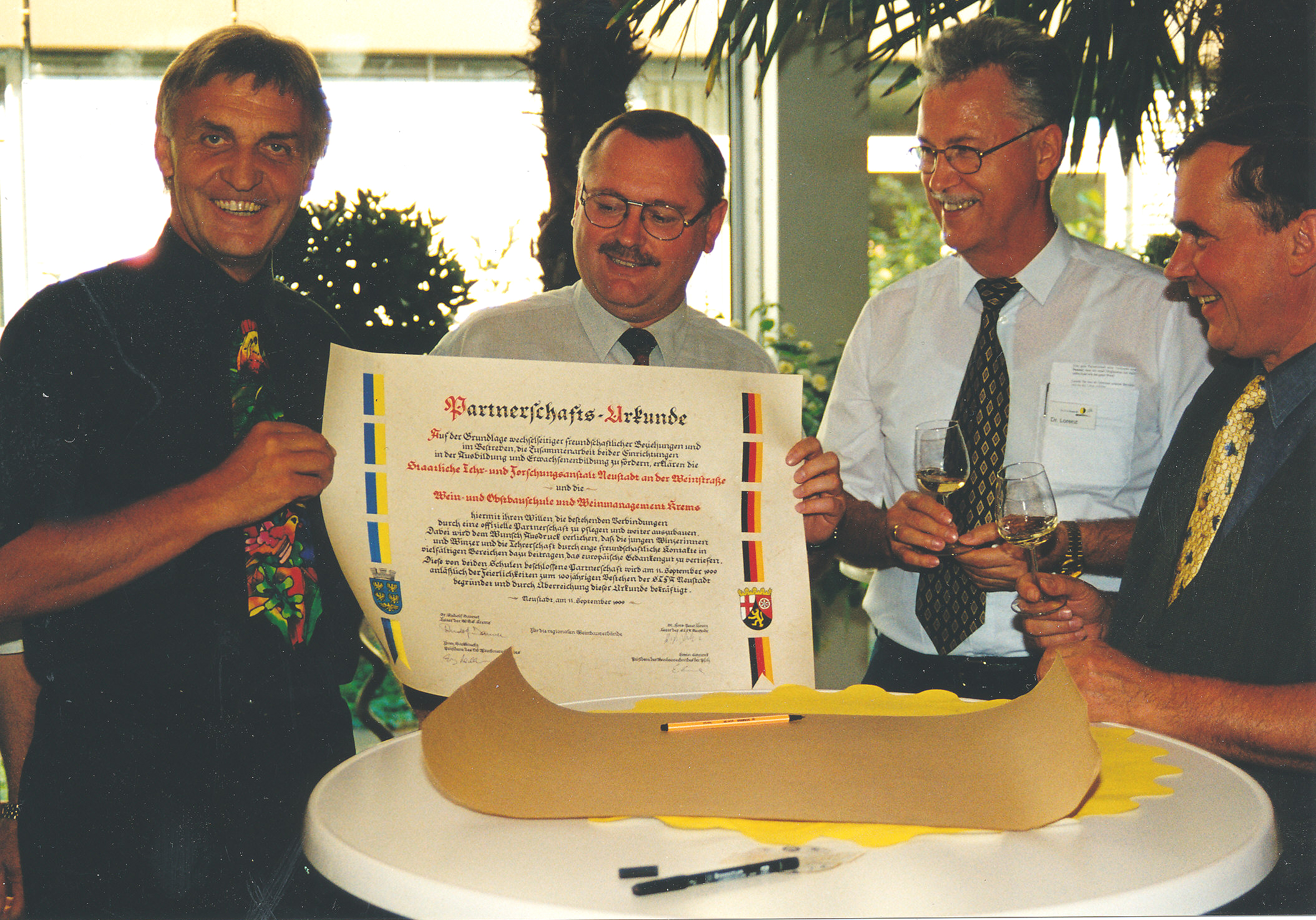
Unterzeichnung der Partnerschaft mit der Staatlichen Lehr- und Forschungsanstalt in Neustadt an der Weinstraße. Von links nach rechts: Edwin Schrank, Franz Backknecht, Dr. Hans-Peter Lorenz, Dr. Rudolf Danner.
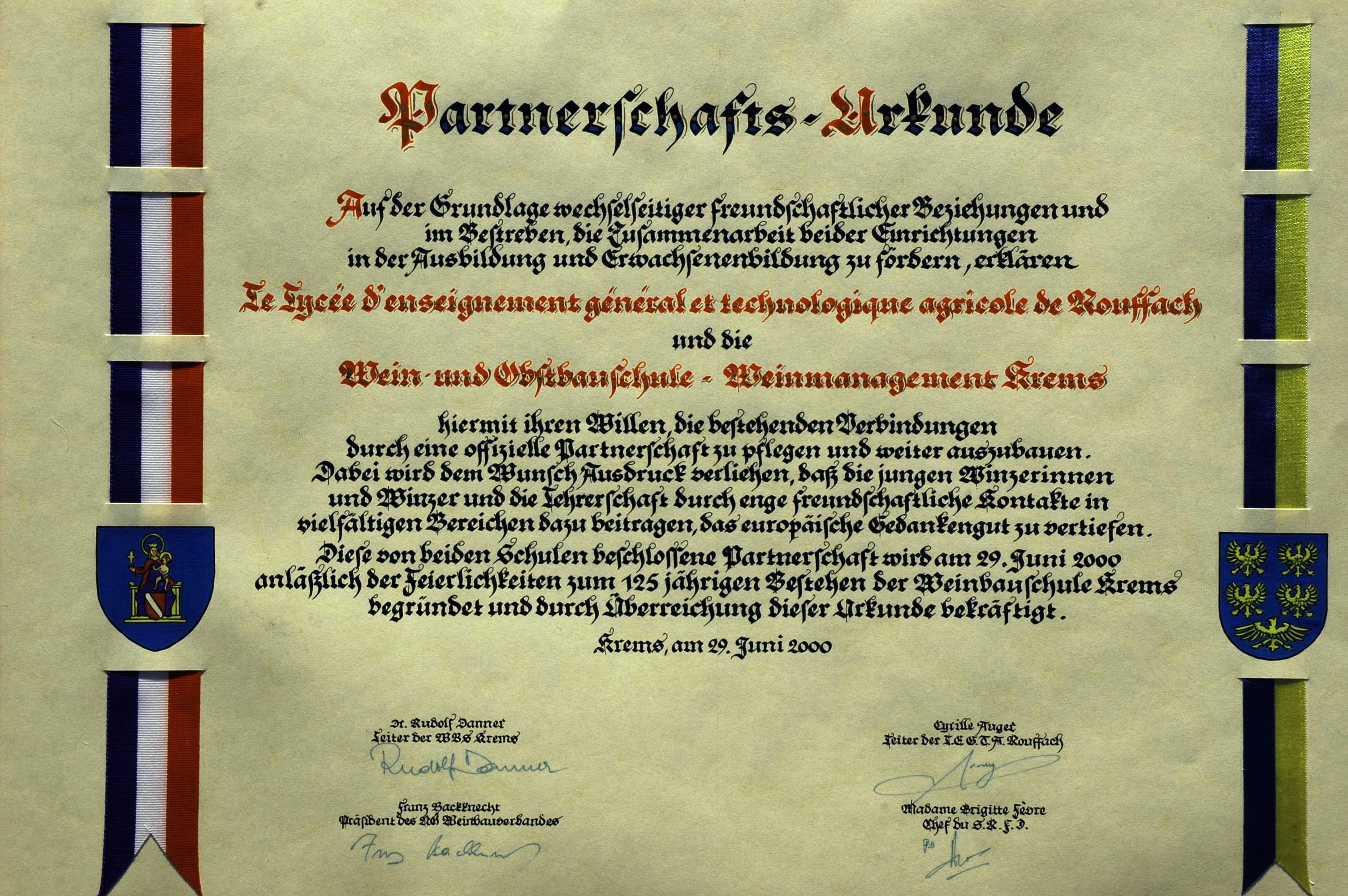
Partnerschaftsurkunde der Weinbauschule Krems mit der Weinbauschule in Rouffach.

2013

2013 wurde das neue Kompetenzzentrum eröffnet. Es beinhaltet neben den Anlagen für eine professionelle Weinproduktion und Lagerung, Seminarräume sowie Labors für Schüler und für die Beratung. In einem entsprechenden Verkostungsraum werden die Landesweine verkauft. Im neuen Kompetenzzentrum ist auch die Außenstelle Krems des Bundesamtes für Weinbau (Weinqualitätskontrolle) untergebracht. Durch die unmittelbare Nähe zur Bezirksbauernkammer Krems ist somit ein konzentriertes Bildungs- und Beratungszentrum für die Region entstanden.

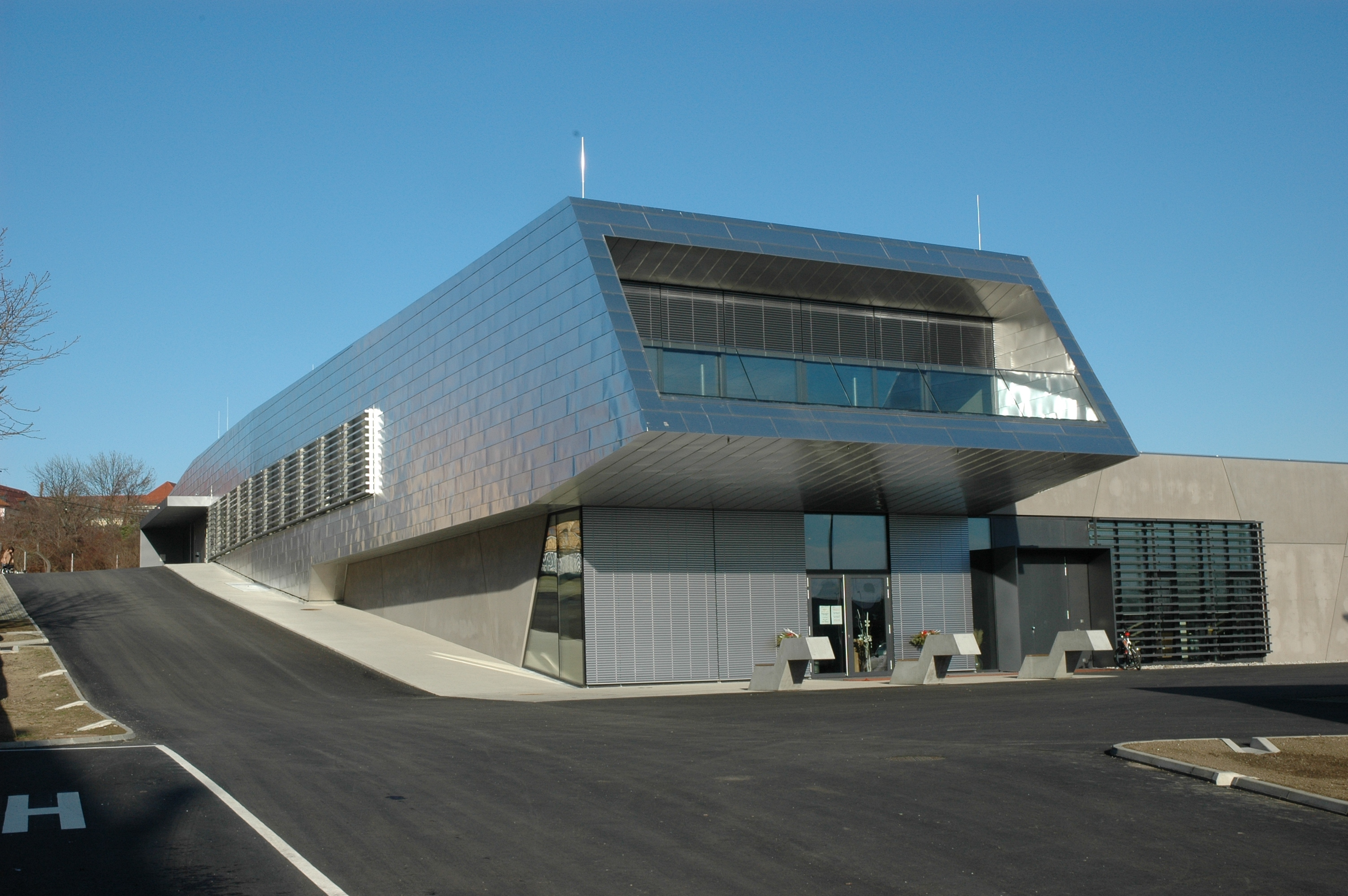
Weinkompetenzzentrum der Weinbauschule Krems an der Donau.

### Direktoren der Schule

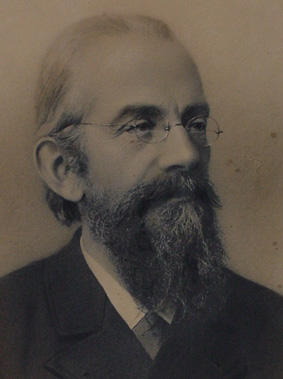
Leopold Schellenberger †, 1875–1899
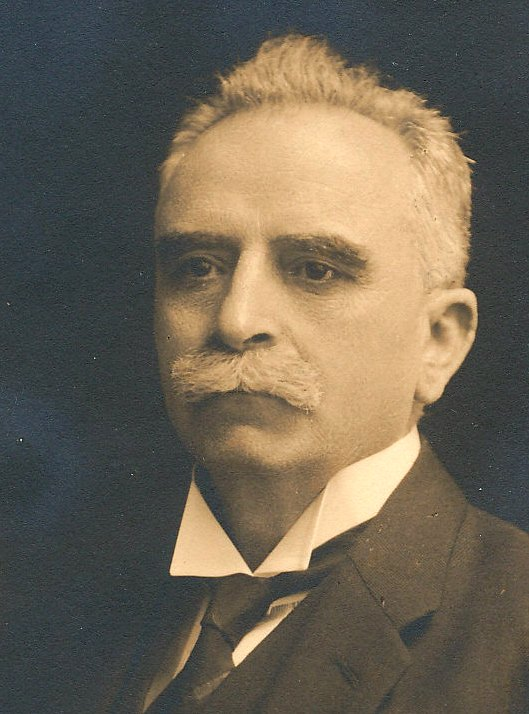
Ferdinand Reckendorfer †, 1899–1903
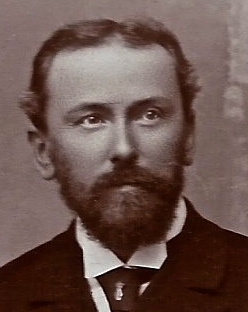
Franz Wenisch †, 1903–1912
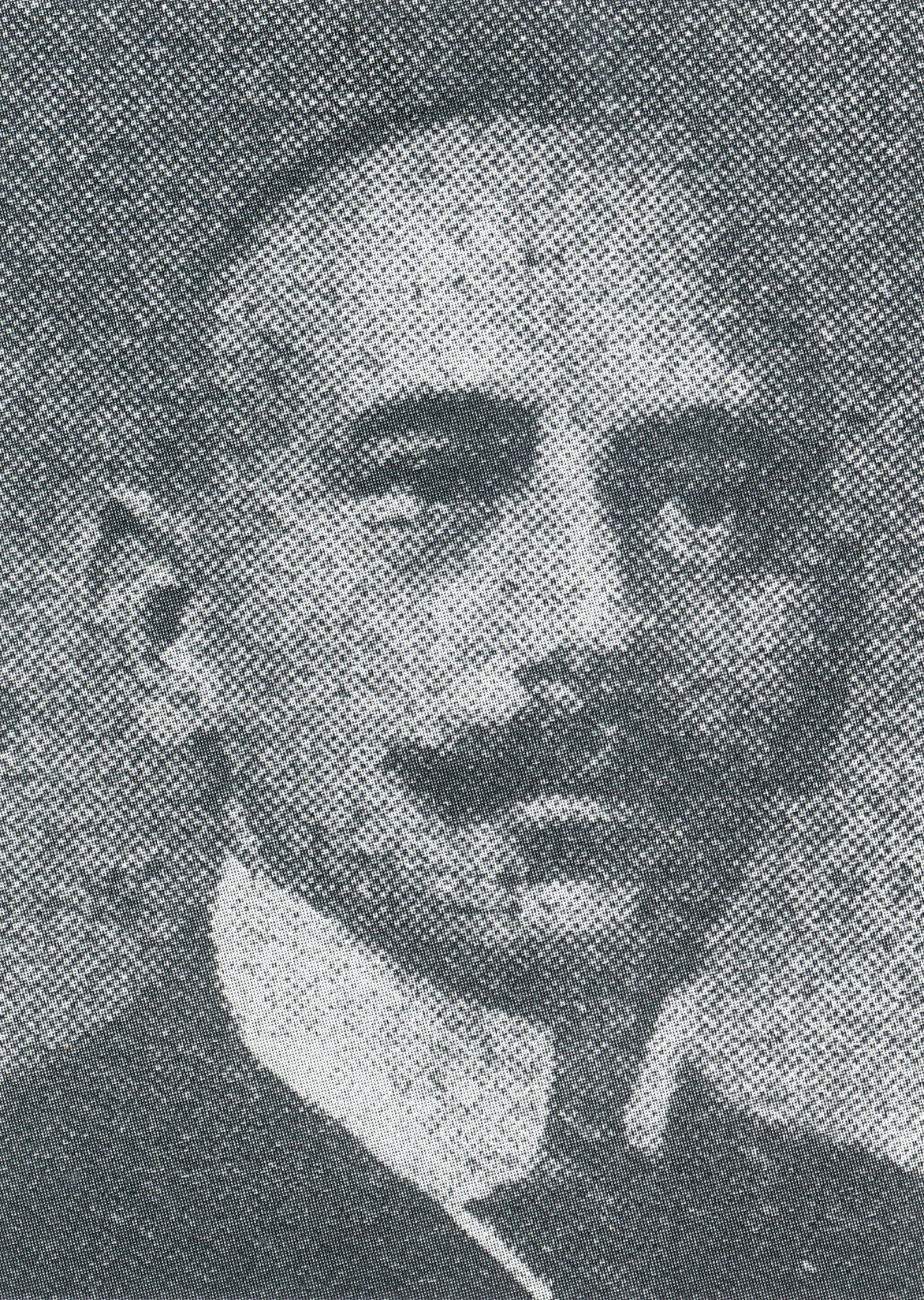
Richard Weigl †, 1912–1922
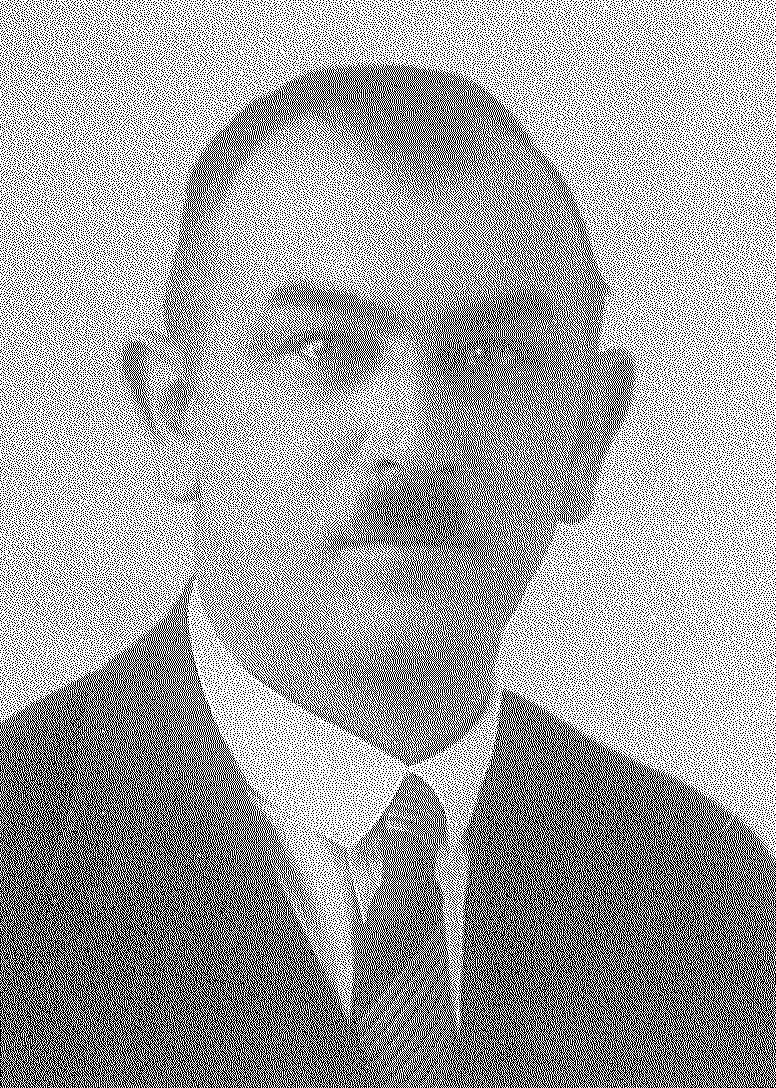
Leopold Gold †, 1922
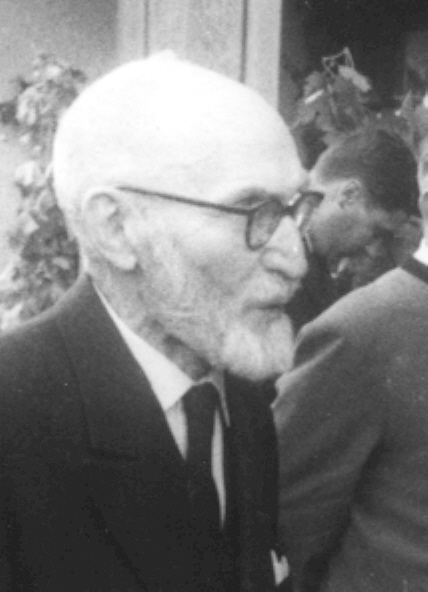
Franz Jachimowicz †, 1922–1932
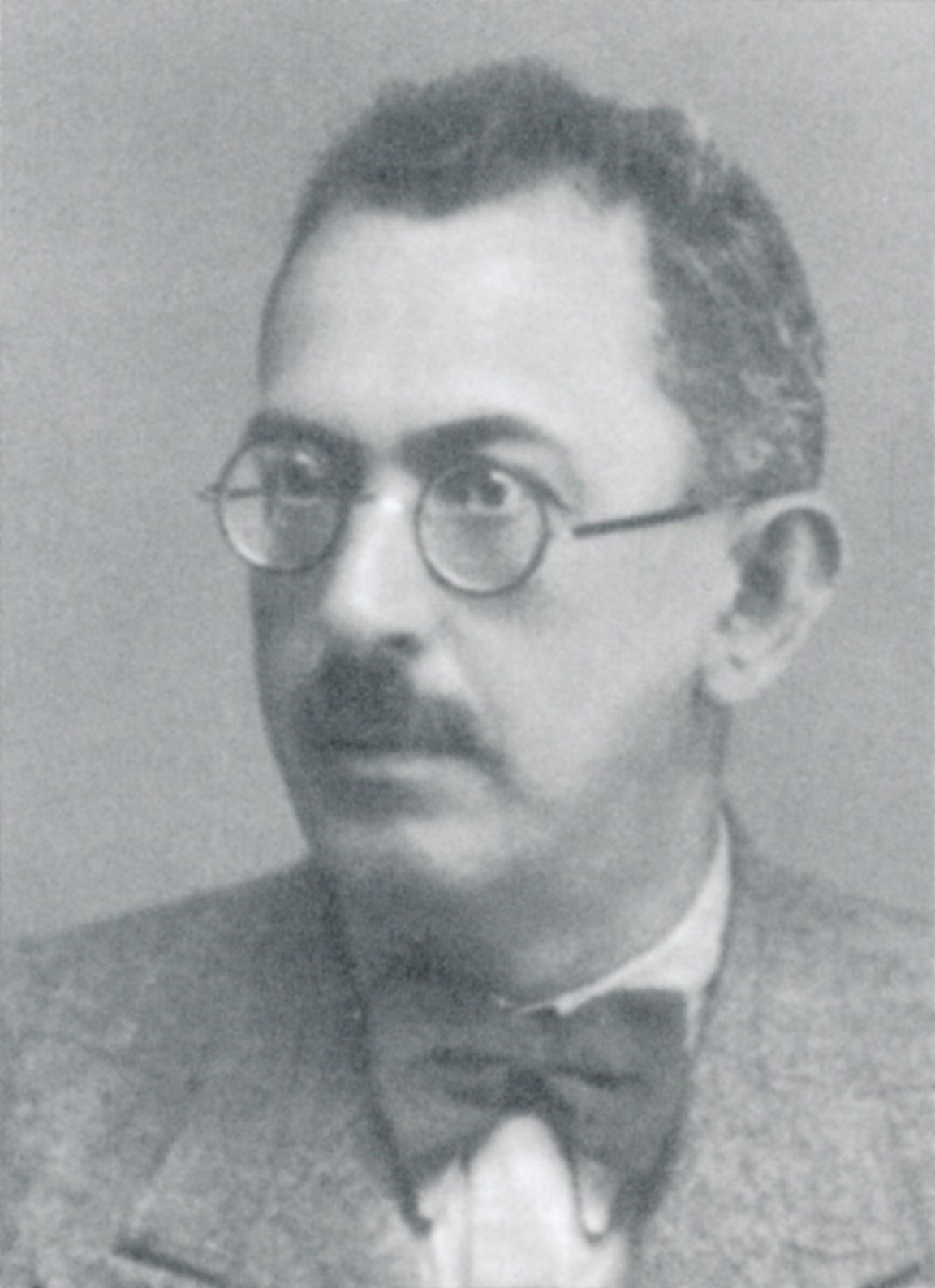
Oskar Dorn †, 1932–1953
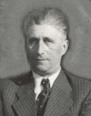
Ernst Marek †, 1953–1960
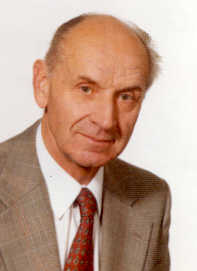
Hans Altmann †, 1960–1984
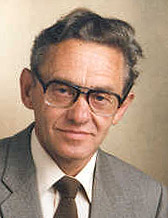
Franz Epp †, 1984–1989
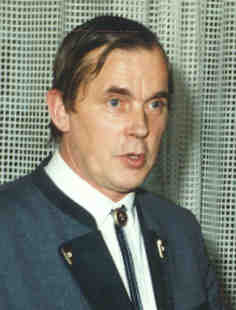
Rudolf Danner 1989–2008
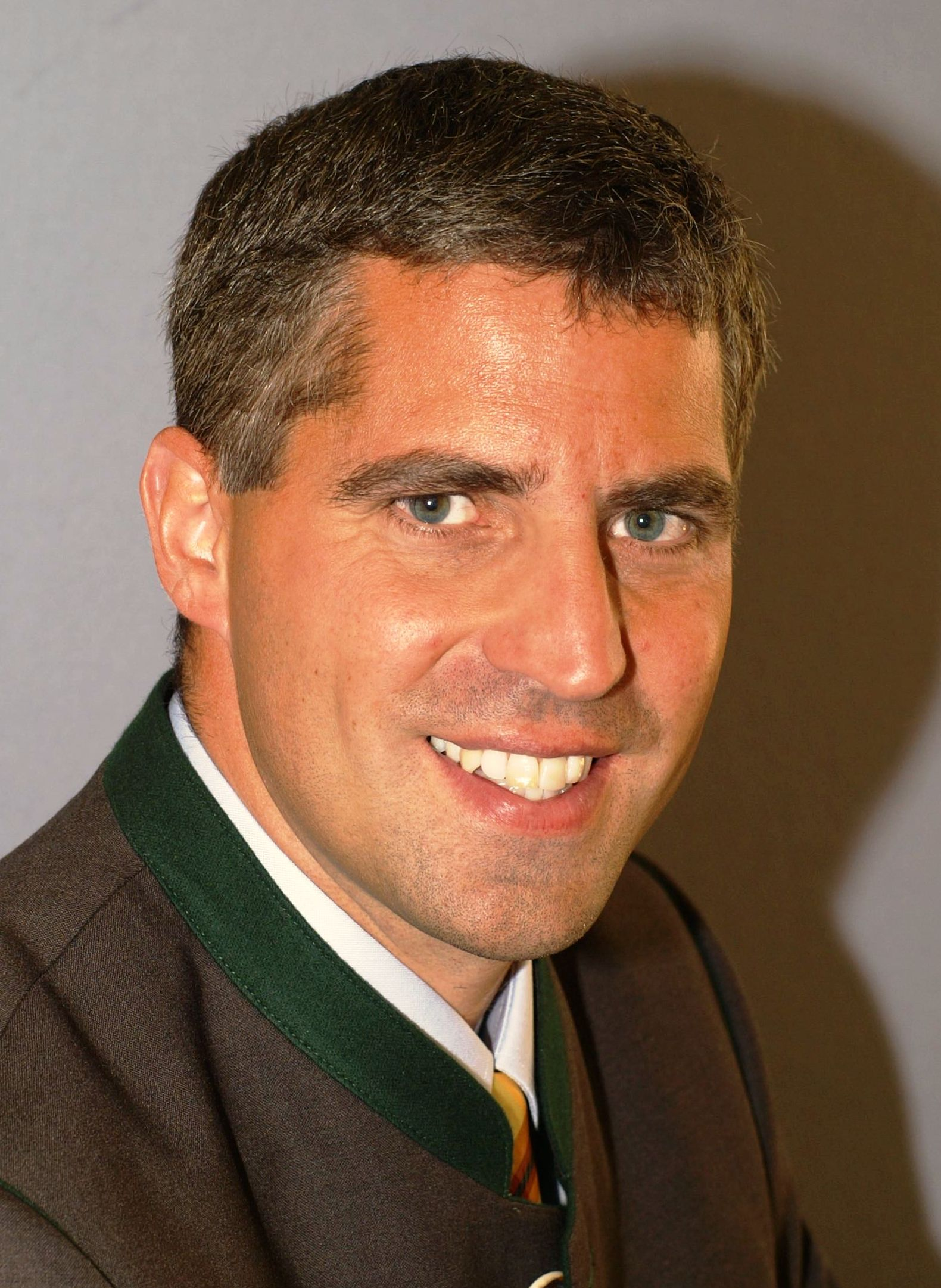
Seit 2008 Dieter Faltl

## Schulprofil und Angebote
Die Weinbauschule Krems ist eine Lehr-, Ausbildungs- und Beratungsstätte für Wein- und Obstbau, Kellerwirtschaft und Weinmanagement.

Dafür werden heute verschiedene Ausbildungsvarianten angeboten:
Fachschule – ist die Standardform. Sie ist eine 4-jährige Fachschule und besteht aus 3 Modulen.
- Modul 1: Basiswissen in Wein- und Obstbau regionaler Ausprägung.

Zertifikat: Erfüllung der allgemeinen Schulpflicht – Erfüllung der Berufsschulpflicht.
- Modul 2: Umfasst Pflichtpraxis im In- und/oder Ausland und den anschließenden Betriebsleiterlehrgang.

Zertifikat: Facharbeiter für Weinbau und Kellerwirtschaft bzw. Facharbeiter für Obstbau; Mittlere Reife.
- Modul 3: Unternehmer- und Meisterlehrgang.

Zertifikat: Weinbau- und Kellermeister
VinoHAK – kaufmännische Berufsausbildung an der Handelsakademie Krems mit Matura und einer fachlichen Qualifizierung in Weinbau und Kellerwirtschaft an der Wein- und Obstbauschule Krems mit Facharbeiterprüfung.
Weinmanagement – einjähriger Speziallehrgang mit Schwerpunkt Weinmarketing.

### Unterrichtsgegenstände
Der Wandel der Stundentafel zwischen 1904 und 2011.
| 1904                                  |
| ------------------------------------- |
| Rechnen, Geometrie und Zeichnen       |
| Weinbau                               |
| Kellerwirtschaft                      |
| Obstbau                               |
| Kulturschädlinge und deren Bekämpfung |
| Pflanzenkunde                         |
| Bodenlehre                            |
| Naturlehre                            |
| Bienenzucht                           |
| Tierzucht und Tierheilkunde           |
| Praktische Verwendung: WB, KW, OB     |

| 2011                                      |
| ----------------------------------------- |
| Religion                                  |
| Rhetorik                                  |
| Politische Bildung und Rechtskunde        |
| Bewegung und Sport                        |
| Ökologie                                  |
| Betriebswirtschaft und Rechnungswesen     |
| Marketing und Wirtschaftskunde            |
| Informationstechnologien                  |
| Mathematik und Fachrechnen                |
| Englisch 1)                               |
| Pflanzenbau                               |
| Landtechnik und Baukunde                  |
| Weinbau                                   |
| Kellerwirtschaft                          |
| Weinpräsentation                          |
| Wein und Speise                           |
| Obstbau                                   |
| Praktischer Unterricht in WB, KW, OB, LT. |
| Schwerpunktfach Marketing                 |

1) In der Schule wird Englisch als Pflichtfach und Französisch und Italienisch als Wahlfach unterrichtet.

## Angeschlossene Institutionen

### Öffentlichkeitsarbeit
Die Schule war seit ihrer Gründung mit der Praxis verbunden, war sie doch zur Beratung bei großen wirtschaftlichen, weinbaulichen (Auftreten der Reblaus, Peronospora, Oidium u. a.) und kellerwirtschaftlichen Problemen prädestiniert. Schon immer hatten die Lehrer der Schule regen Kontakt zu den Winzern der Region. Sie sind nicht nur hilfreich bei telefonischen Auskünften und im weinchemischen Labor, sondern stehen auch für Fachvorträge zur Verfügung.

### Schul- und Versuchsbetrieb
Zur Ausbildung der Schüler und zu Versuchszwecken werden von der Lehranstalt ein eigenes Weingut (NÖ Landesweingut Krems) mit 15 ha Weingärten, ein 3 ha großer Obstgarten sowie eine Rebschule und eine Kellerei betrieben.
Entwicklung des Schulbetriebes:
- 1875 Presshaus und Keller im Stadtgraben – Stiftung von Franz Freiherr Ritter von Wertheim.

- 1877 wurden unter Dir. Schellenberg 4 Joch Ödland von Schulz und Sackur aus Berlin um 3000 Gulden angekauft. Auf dieser Ödfläche wurde der Versuchsweingarten „Wachtberg“ angelegt.

- 1902 wurden 7 Joch Grund in der KG Landersdorf (Stadtgemeinde Krems an der Donau) vom Stift Wilhering gepachtet und eine Reb- und Baumschule errichtet.

- 1938 Erwerb des Lilienfelderhofes, des Bründelgrabenkellers und Weingartengrundes in der Riede „Sandgrube“ und im „Marthal“.

- 1949 Grundtausch zwischen der Stadtgemeinde Krems, dem Benediktinerstift St. Peter und der Weinbauschule für ein Grundstück in der Wienerstraße (im „Thalland“) zum Neubau der Schule. Diese Fläche ist heute der Standort der Weinbauschule.
- Im Zeitraum von 1977 bis 1985 verlor die Schule durch den Bau der Schnellstraße in Richtung Gföhl, im Schulbereich und in den Weingartenrieden Sandgrube und Marthal größere Flächenanteile, die nur teilweise durch Grundstückstausch ausgeglichen wurden.

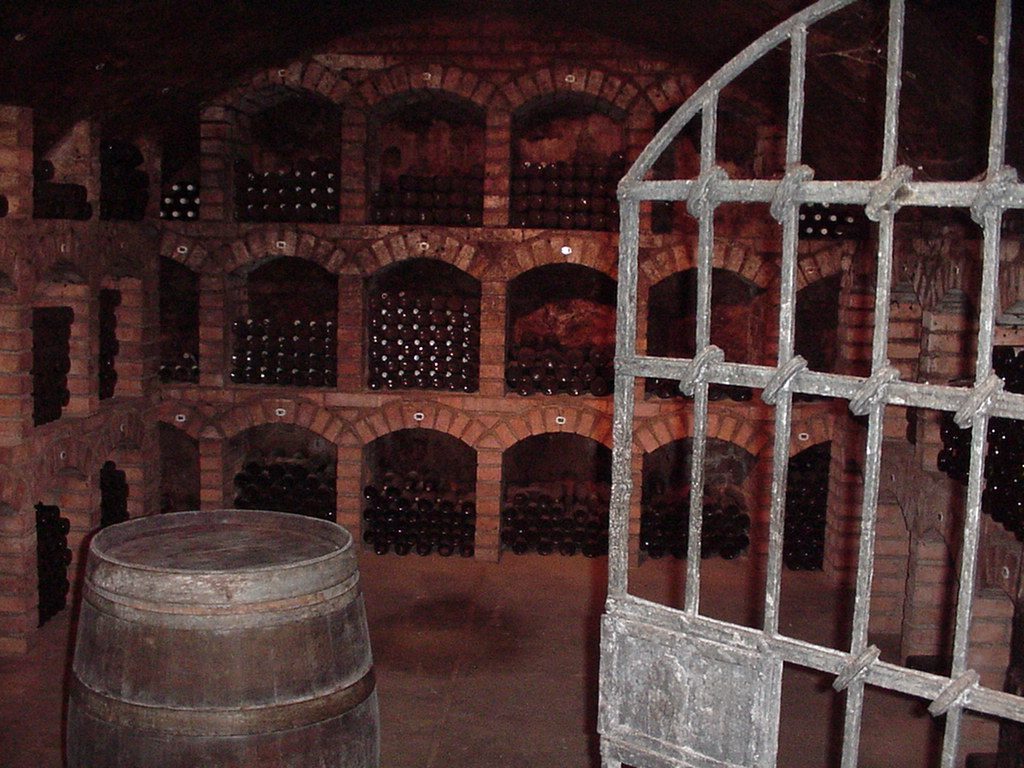
Blick in die Vinothek der Schule.
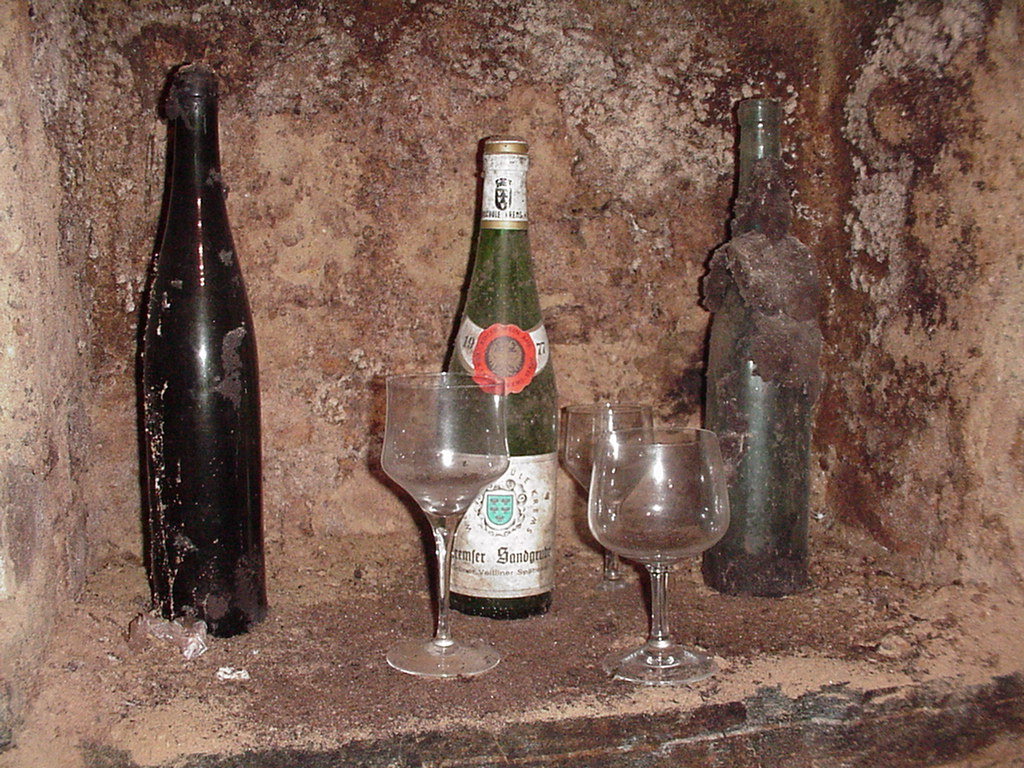
Alte Weinflaschen in der Vinothek.

### Weinchemisches Labor
Ab 1903, als die Schule in die Räumlichkeiten der Piaristen einzog, stand ein weinchemisches Labor sowohl für die Schüler als auch als Beratungslabor für die Winzer, zur Verfügung. Der Beginn war sehr einfach und erst mit dem Neubau in der Wienerstraße war eine bessere Ausstattung möglich. Im Zuge der Renovierung des Gebäudes 1980/81 wurde das weinchemische Labor deutlich zu einem Schülerübungs- und Beratungslabor vergrößert.

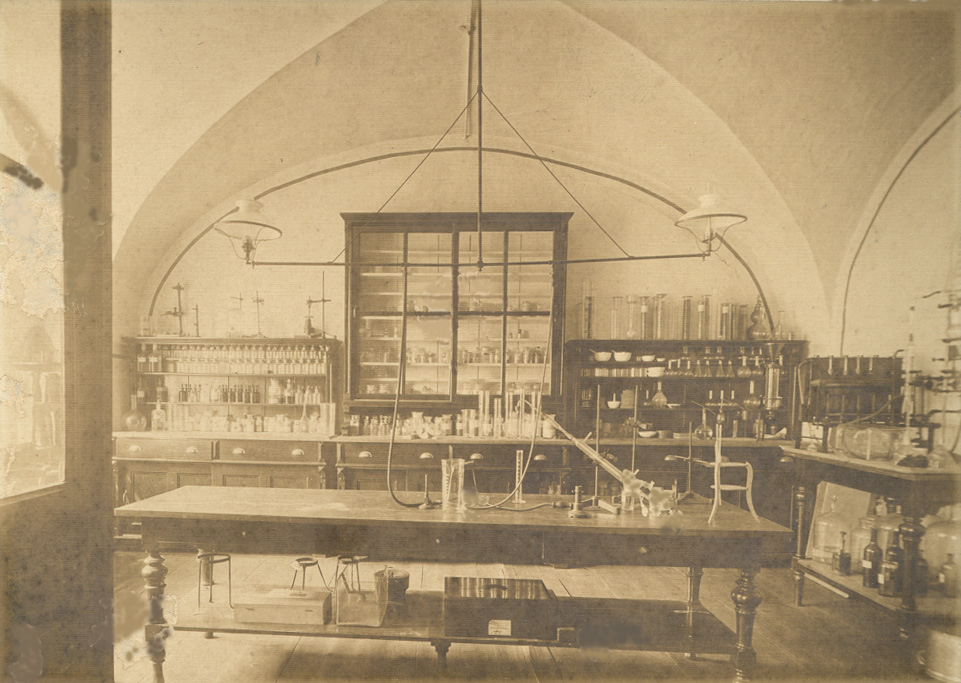
Schüler- und Beratungslabor – um 1925.
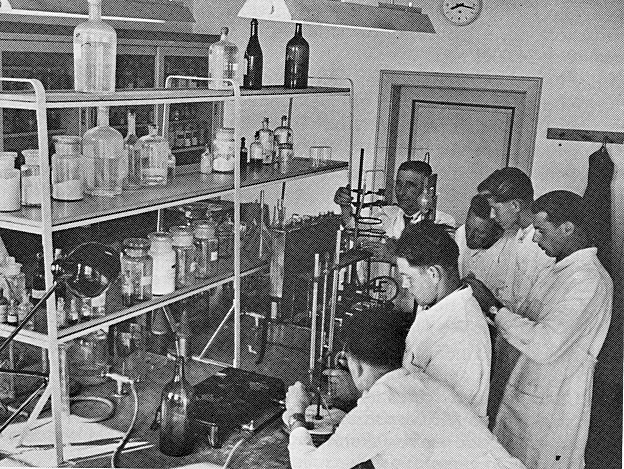
Schüler im Labor der neuen Schule in der Wienerstraße – ca. 1960.

### Rebschutzdienst
Ab den 1960er Jahren hat die NÖ Landwirtschaftskammer gemeinsam mit Weinbauschulen von Niederösterreichs einen Rebschutzdienst aufgebaut. Mit den enormen technologischen, naturwissenschaftlichen Erkenntnissen war es notwendig, die Winzer regelmäßig während der Vegetationszeit über das Auftreten von Krankheiten und Schädlingen und deren Bekämpfungsmöglichkeiten zu informieren. Waren es anfänglich nur schriftliche Aussendungen an die Obmänner der Weinbauvereine oder Gemeinden, wo auf Tafeln der Anschlag erfolgte, werden heute praktisch alle Winzer schriftlich oder elektronisch (E-Mail, Homepage Rebschutzdienst) mit diesen Informationen versorgt. Unterstützend dient ein Wetterstationennetz, über das Winzer sowohl die aktuellen Witterungsdaten erfragen können, oder sich Prognosen betreffend der Gefahr des Auftretens bestimmter Krankheiten oder Schädlinge abrufen können. Alle Einrichtungen dienen dazu, den Winzern Hilfestellung zur Optimierung ihrer Behandlungsmaßnahmen zu geben.
Die Landwirtschaftskammer bestellt dafür einen Rebschutzgebietsleiter; für Krems waren das 1963–1985 Hans Altmann, 1985–2010 Karl Bauer und ab 2010 ist es Erhard Kührer.

### Absolventenverband
Mit der Gründung des Absoventenverbandes 1923 wurde ein wichtiges Bindeglied zwischen Schule und deren Absolventen geschaffen. Der Verband informiert mit eigenen Rundschreiben über laufende Aktivitäten der Schule und ist eine Brücke zur Weiterbildung und Beratung. Er organisiert gemeinsam mit der Schule Kurse und Exkursionen und ist unbürokratischer, finanzieller Unterstützer der Schule.

1935 spendete der Absolventenverband einen Kelch. Ein Schluck Wein (es muss ein Riesling aus der Riede Wachtberg sein) besiegelt die offizielle Aufnahme in den Absolventenverband bei der Zeugnisverteilung.

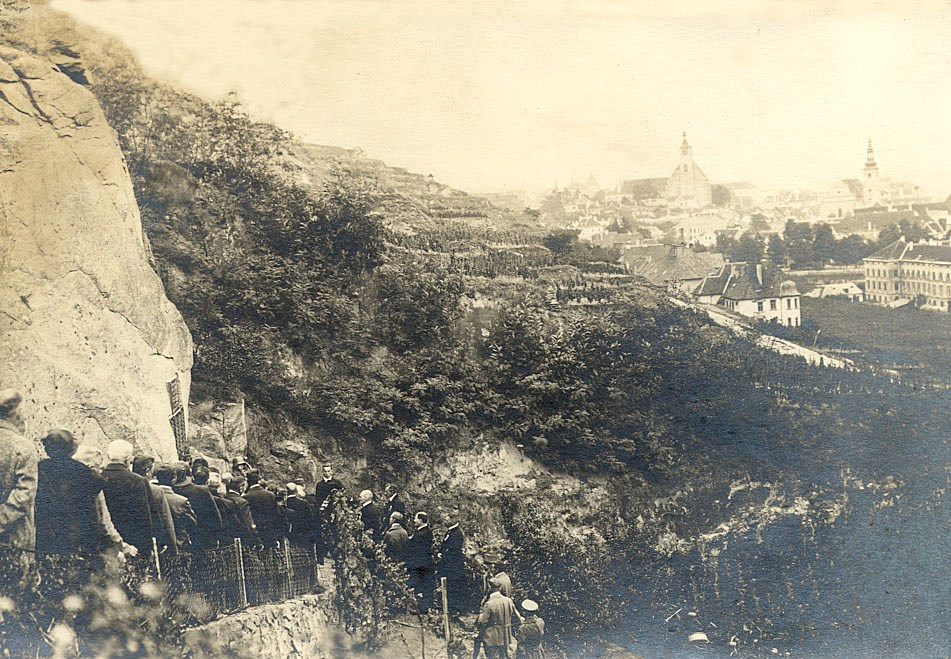
Einweihung des Kriegerdenkmales am Wachtberg.
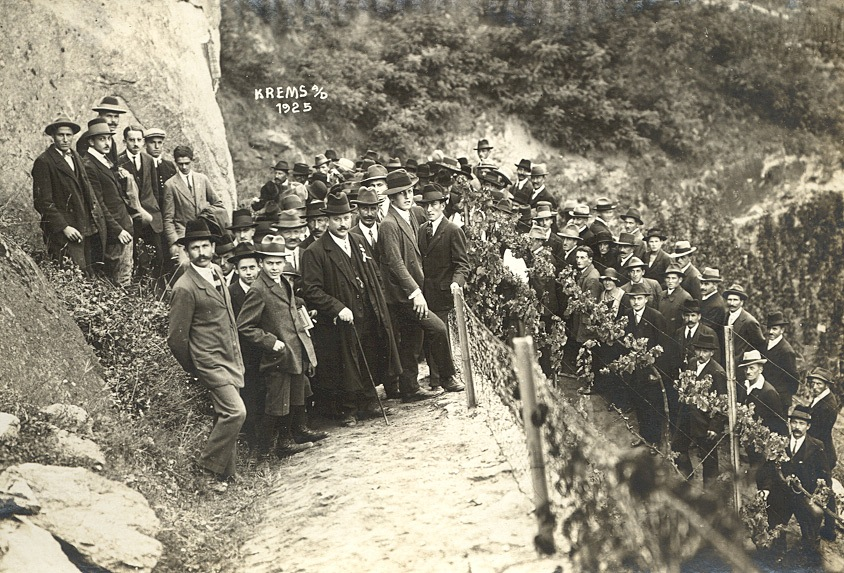
Einweihung des Kriegerdenkmales am Wachtberg.
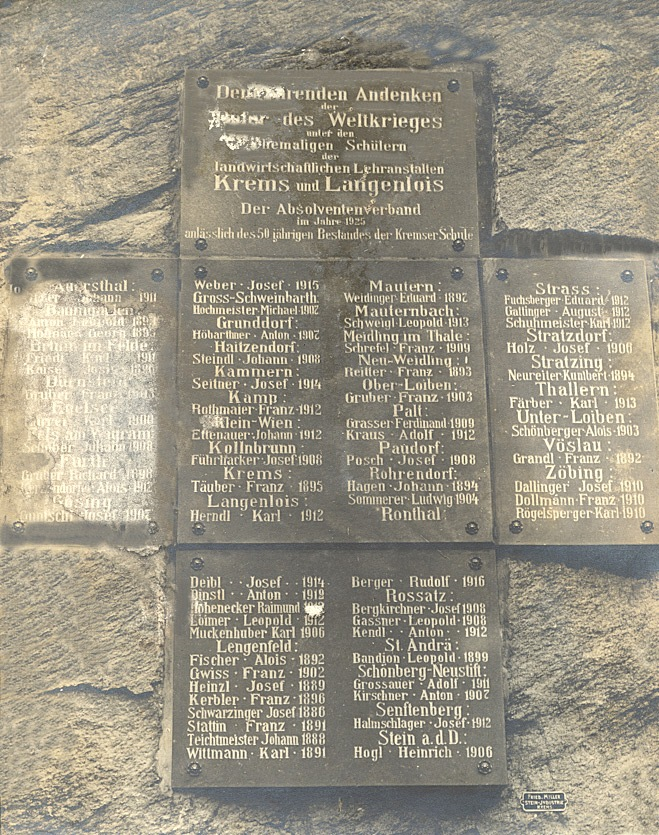
Namenstafel mit den Namen der Absolventen, die im Ersten Weltkrieg verstorben sind.
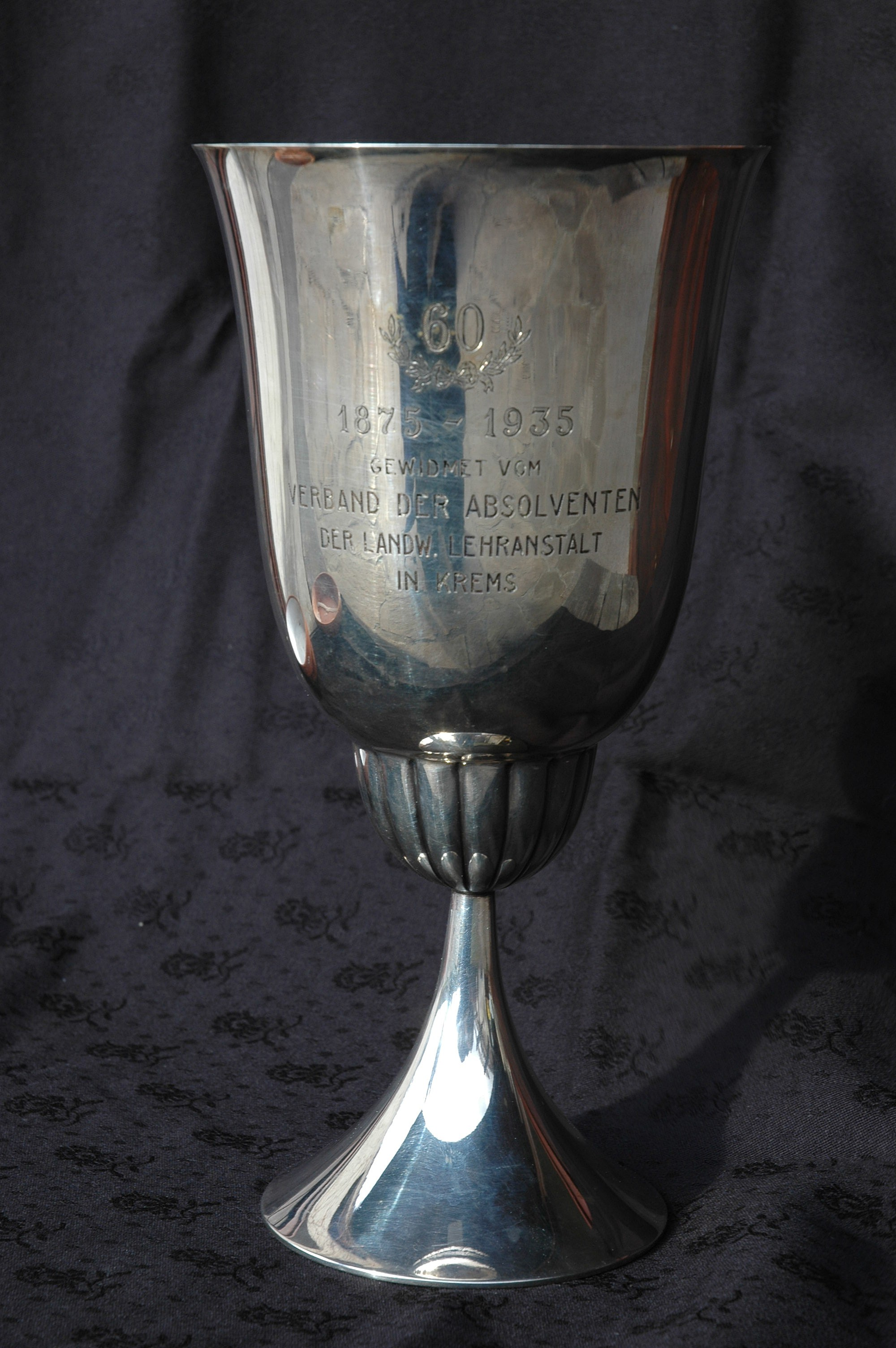
Der 1935 gespendete Kelch dient noch immer bei der Aufnahme in den Absolventenverband.

Die Obmänner des Verbandes:

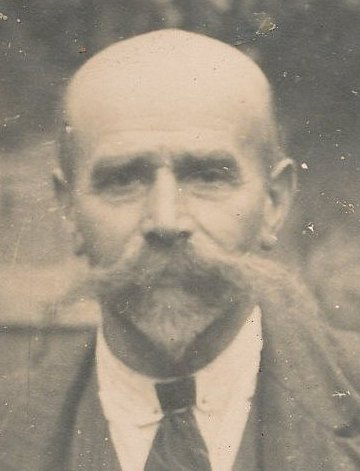
Herr Doppler†, Ober-Loiben, 1923 bis ca. 1930
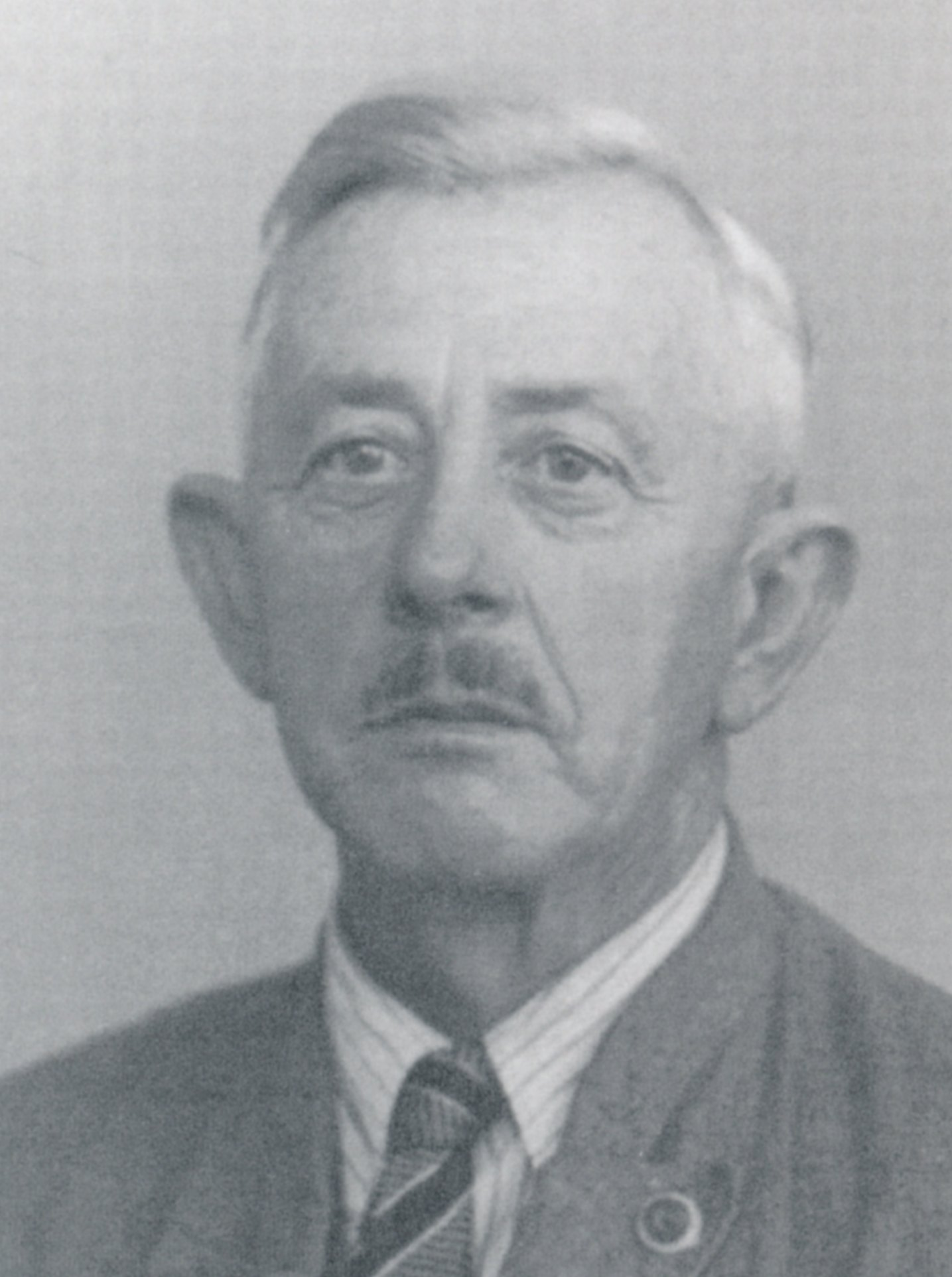
Florian Stöger †, Krems ca. 1930–1946.
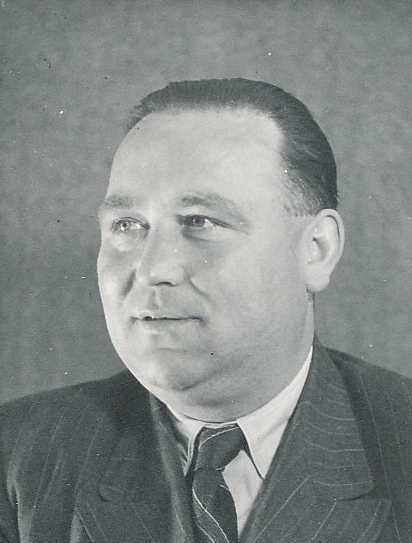
Franz Paschinger †, Furth-Göttweig 1946–1960.
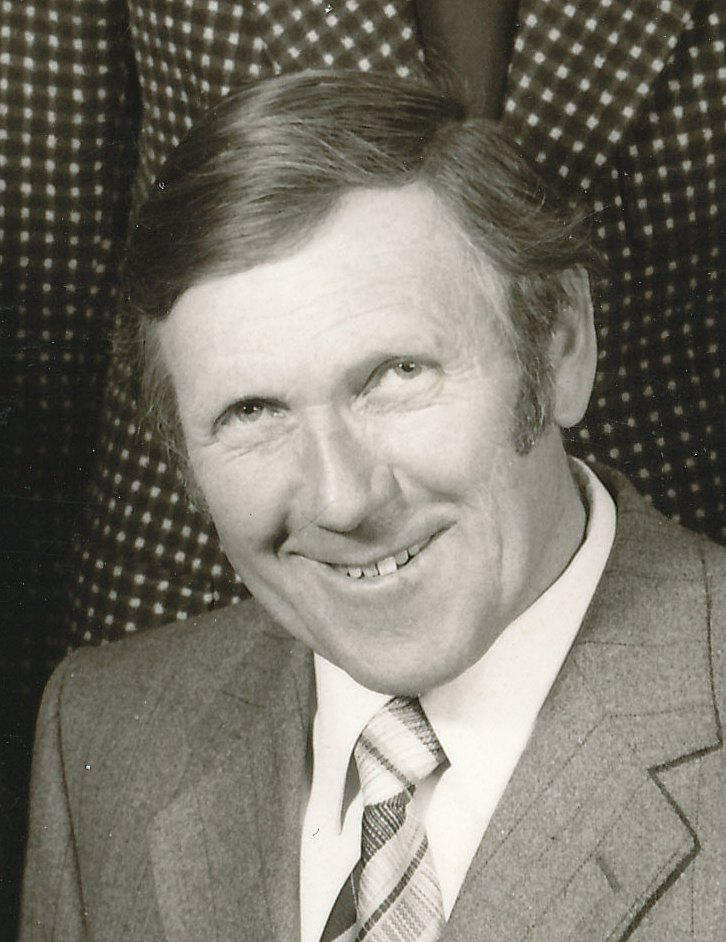
Friedrich Karl †, Stein/Donau 1960–1981.
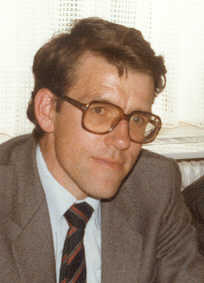
Emmerich Knoll, Unter-Loiben 1981–1990.
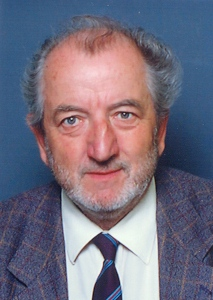
Leopold Doppler, Imbach von 1990 bis 1993.